# Lanouée
Lanouée [lanwe] est une ancienne commune française située dans le département du Morbihan, en région Bretagne, devenue, le 1er janvier 2019, une commune déléguée de la commune nouvelle de Forges de Lanouée.

## Géographie

### Situation

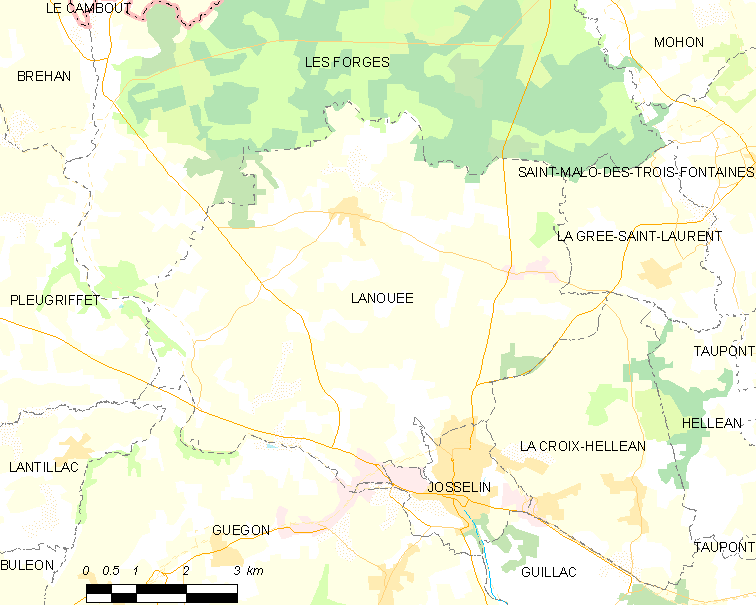
Carte de l'ancienne commune de Lanouée et des communes avoisinantes.

La commune est située au nord du Morbihan, à la limite des Côtes-d'Armor, au cœur du Centre-Est Bretagne. Elle fait partie du canton de Josselin et de l'arrondissement de Pontivy. Elle est bordée, au nord, par la forêt de Lanouée, forêt de 4 000 ha et deuxième plus grand massif forestier de Bretagne. Malgré son nom, la forêt n'était située que marginalement sur le territoire de la commune, sa plus grande superficie se trouvant sur le territoire de la commune voisine des Forges, commune issue d'une scission de celle de Lanouée. Au sud, Lanouée est bordée par la rivière de l'Oust, qui est canalisée sur une bonne partie de son cours, constituant une section du canal de Nantes à Brest.
D’une superficie totale de 4 376 ha, Lanouée s’étend sur une longueur de 10 km de l’est à l’ouest et d'environ 8 km du nord au sud.
La forêt de Lanouée était principalement située dans la commune des Forges pendant l'existence de celle-ci.

### Relief et hydrographie
L'ancienne commune de Lanouée est limitée au sud par l'Oust canalisé (Canal de Nantes à Brest).

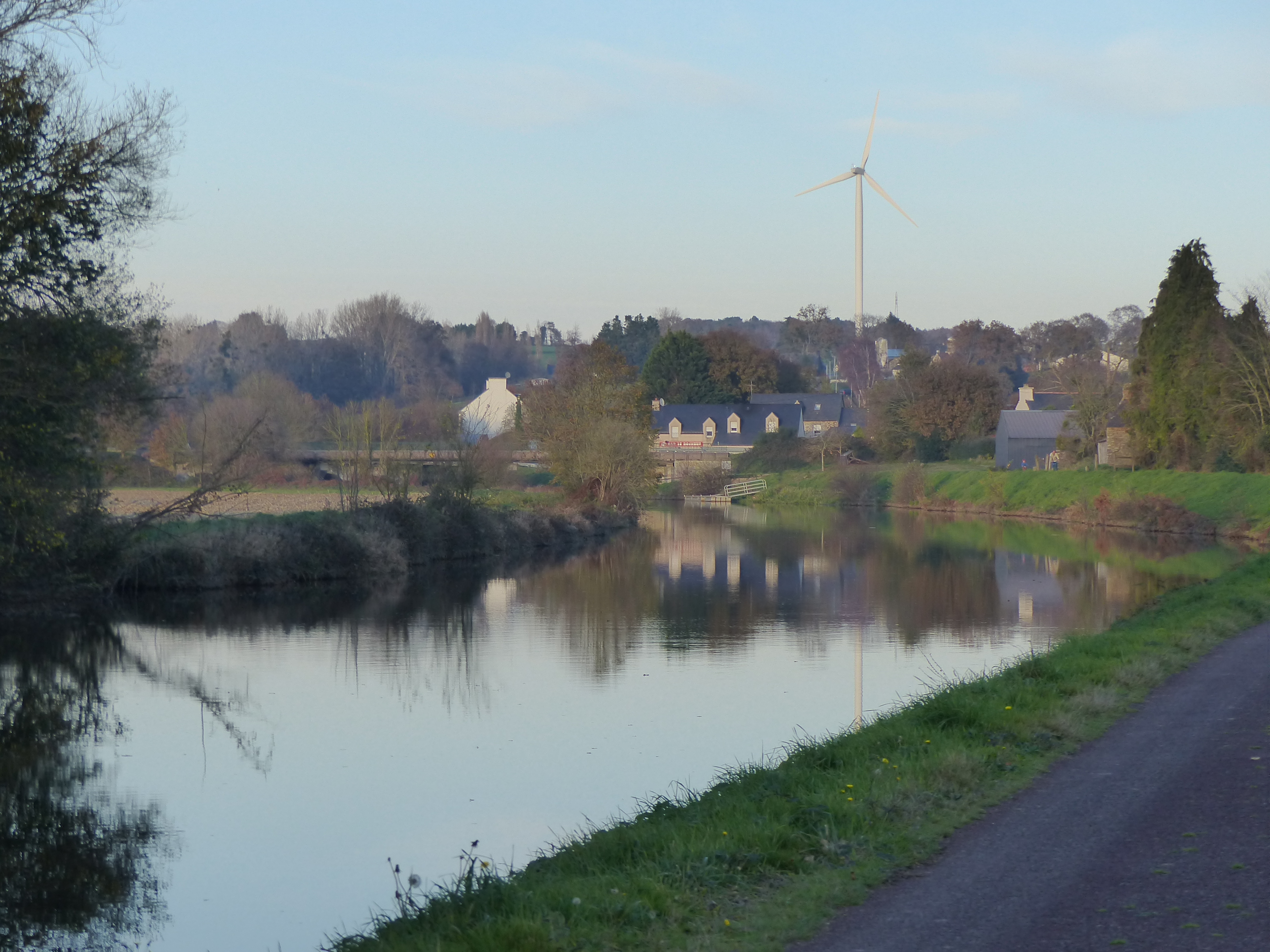
L'Oust (Canal de Nantes à Brest) à Bocneuf.

### Transports
Le Canal de Nantes à Brest, qui emprunte le cours de l'Oust, longe la limite sud de l'ancienne commune de Lanouée.

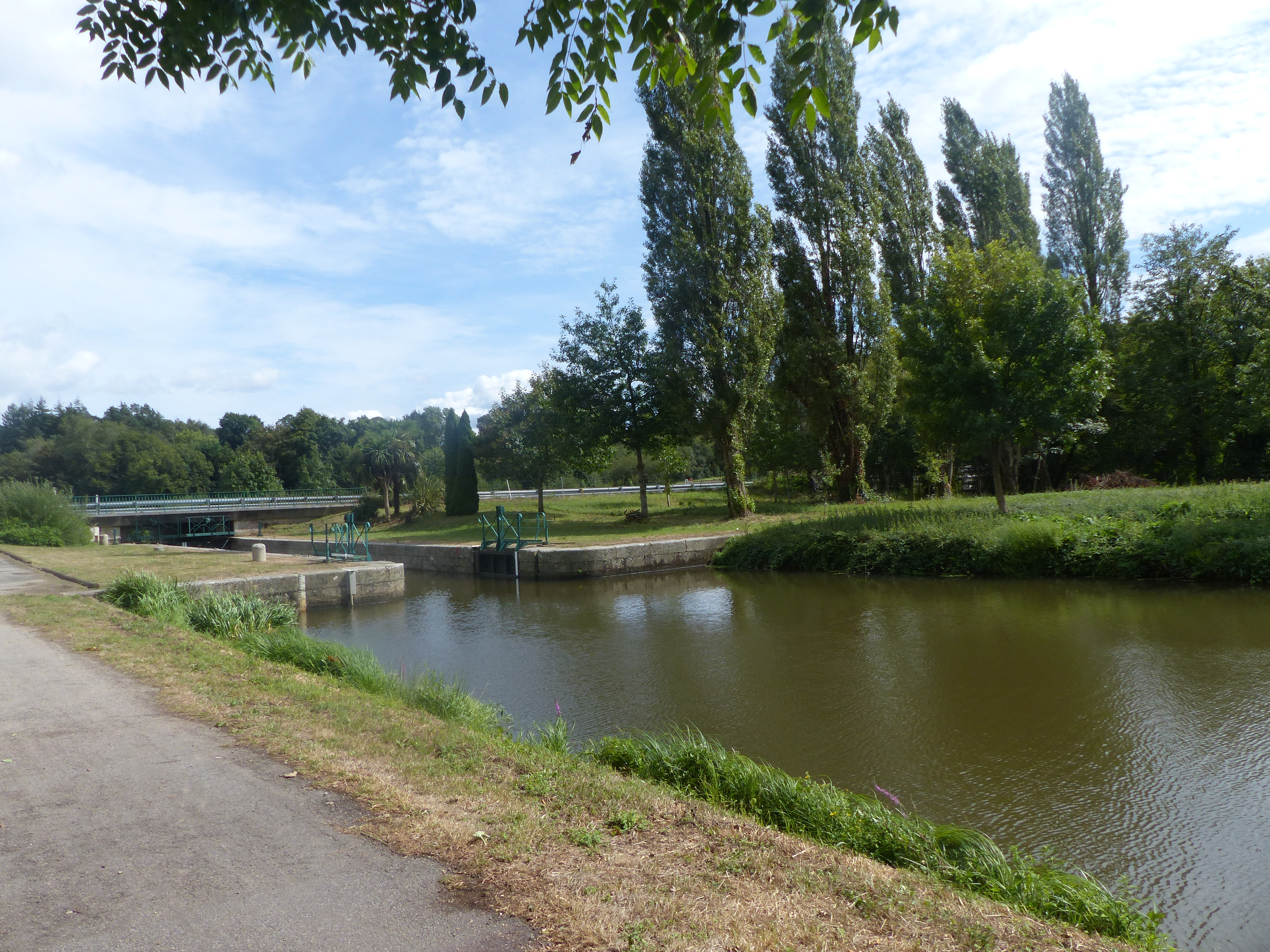
L'écluse et l'île de Caradec.
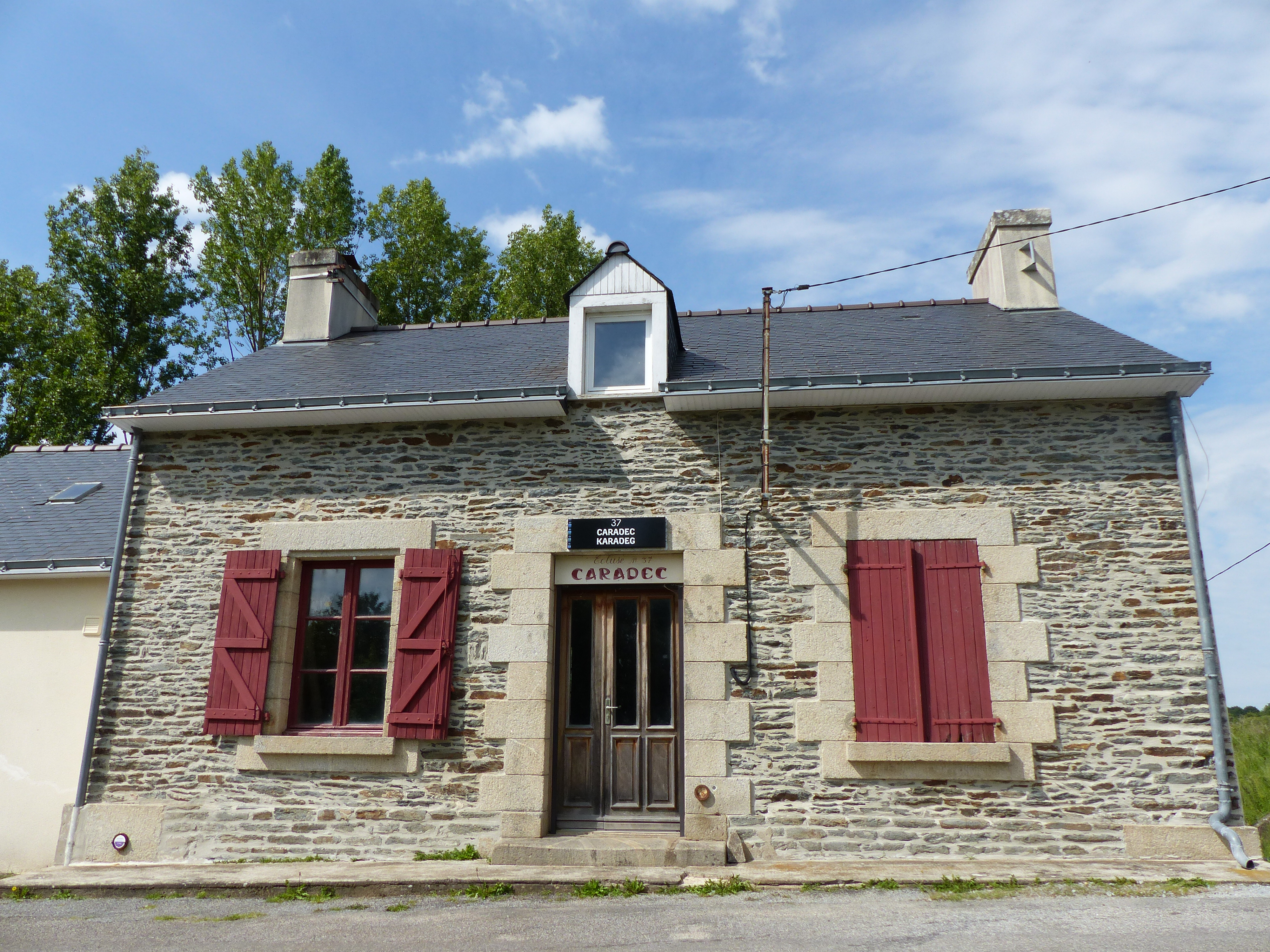
La maison éclusière de Caradec.
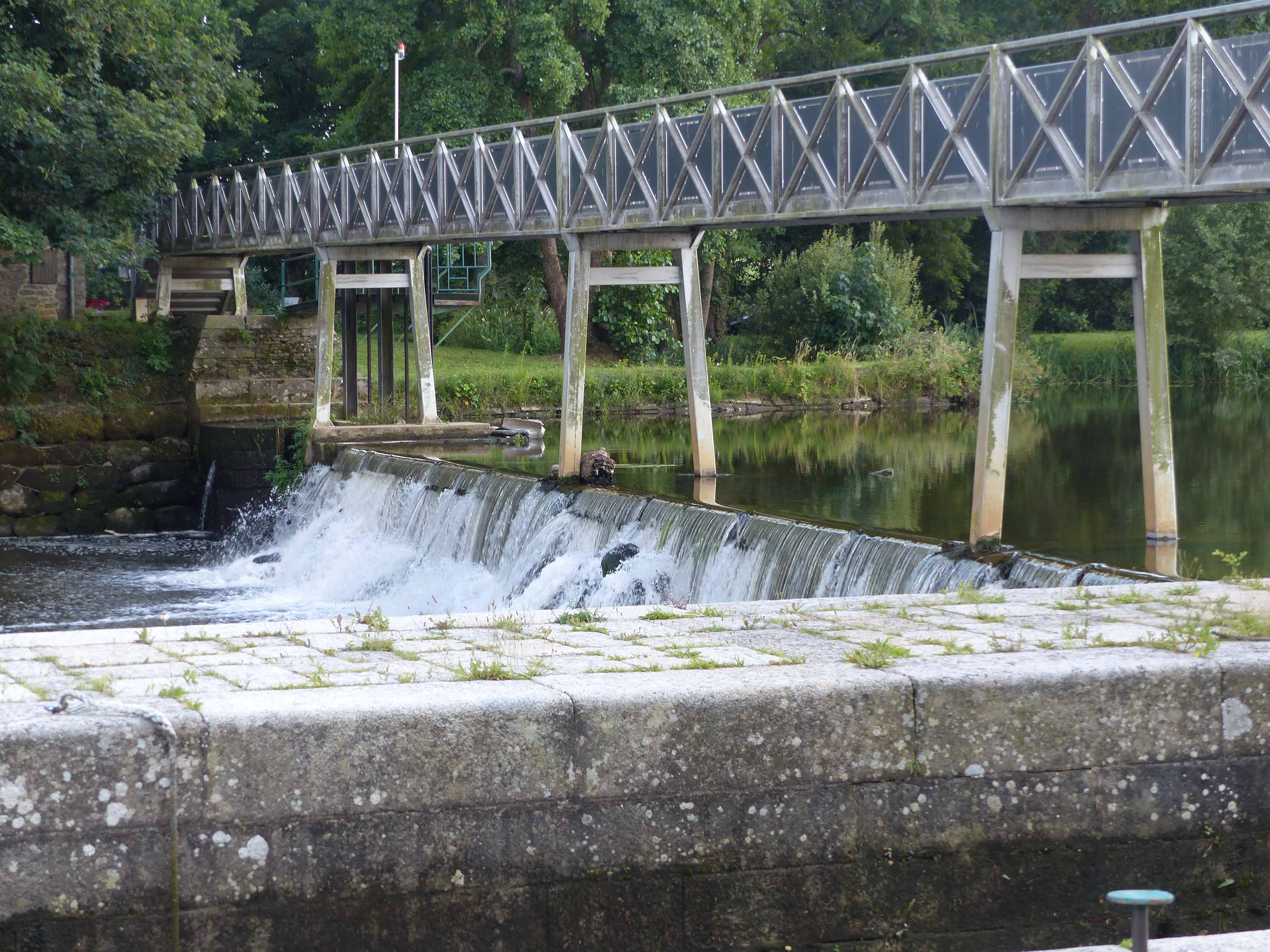
L'écluse du Rouvray et sa passerelle.
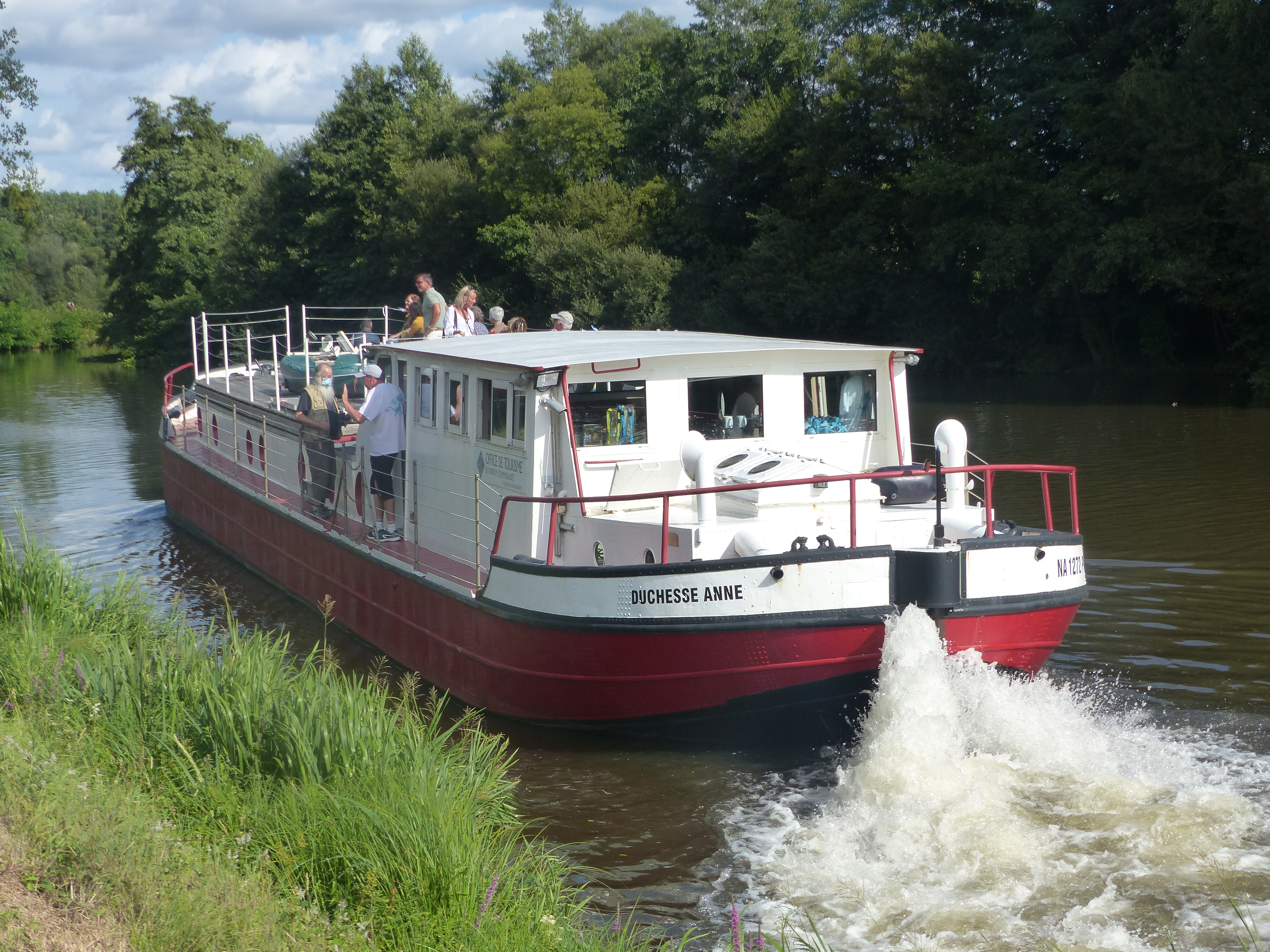
La péniche Duchesse Anne après son escale à l'écluse du Rouvray.
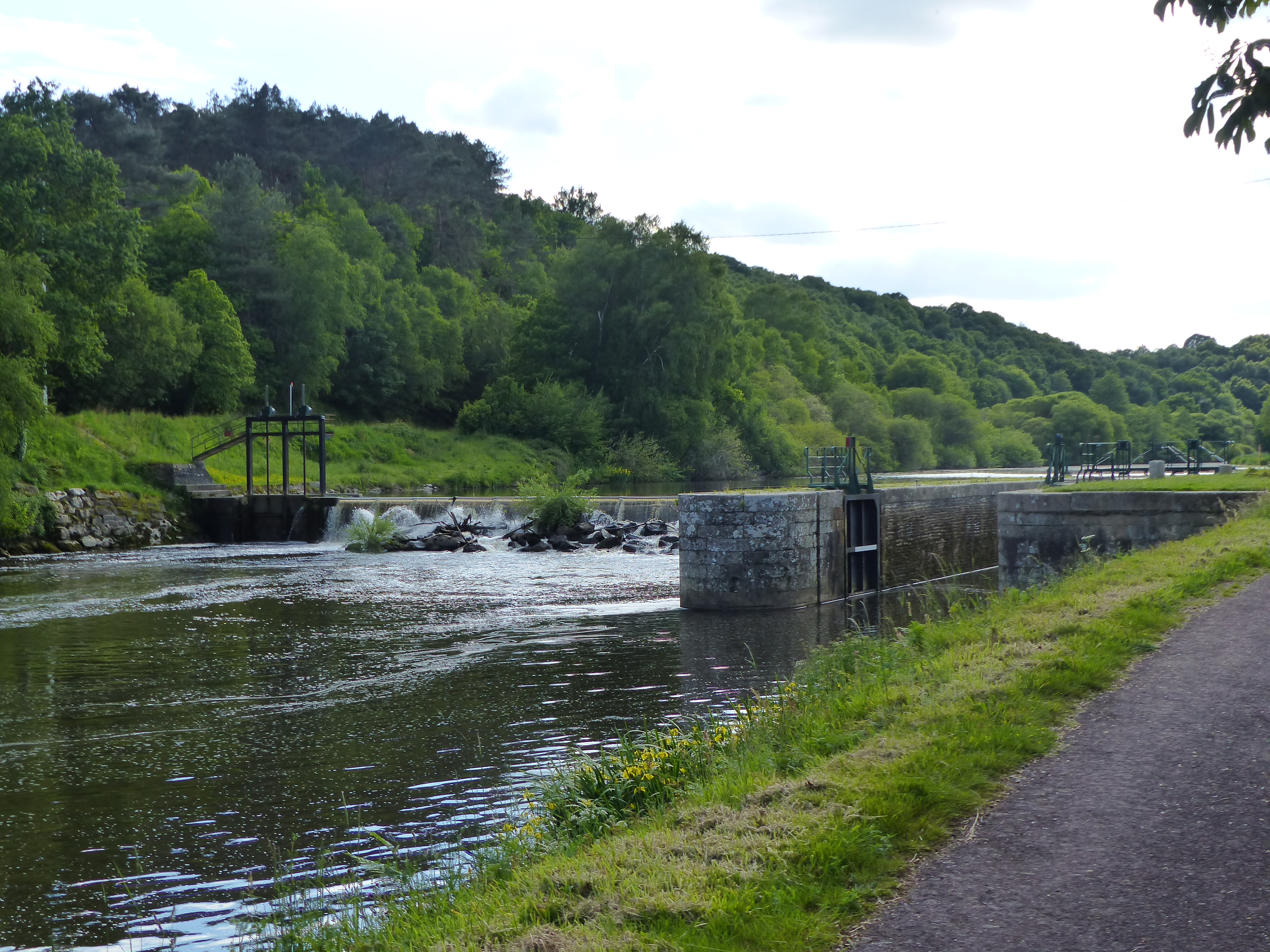
L'écluse de Bocneuf.
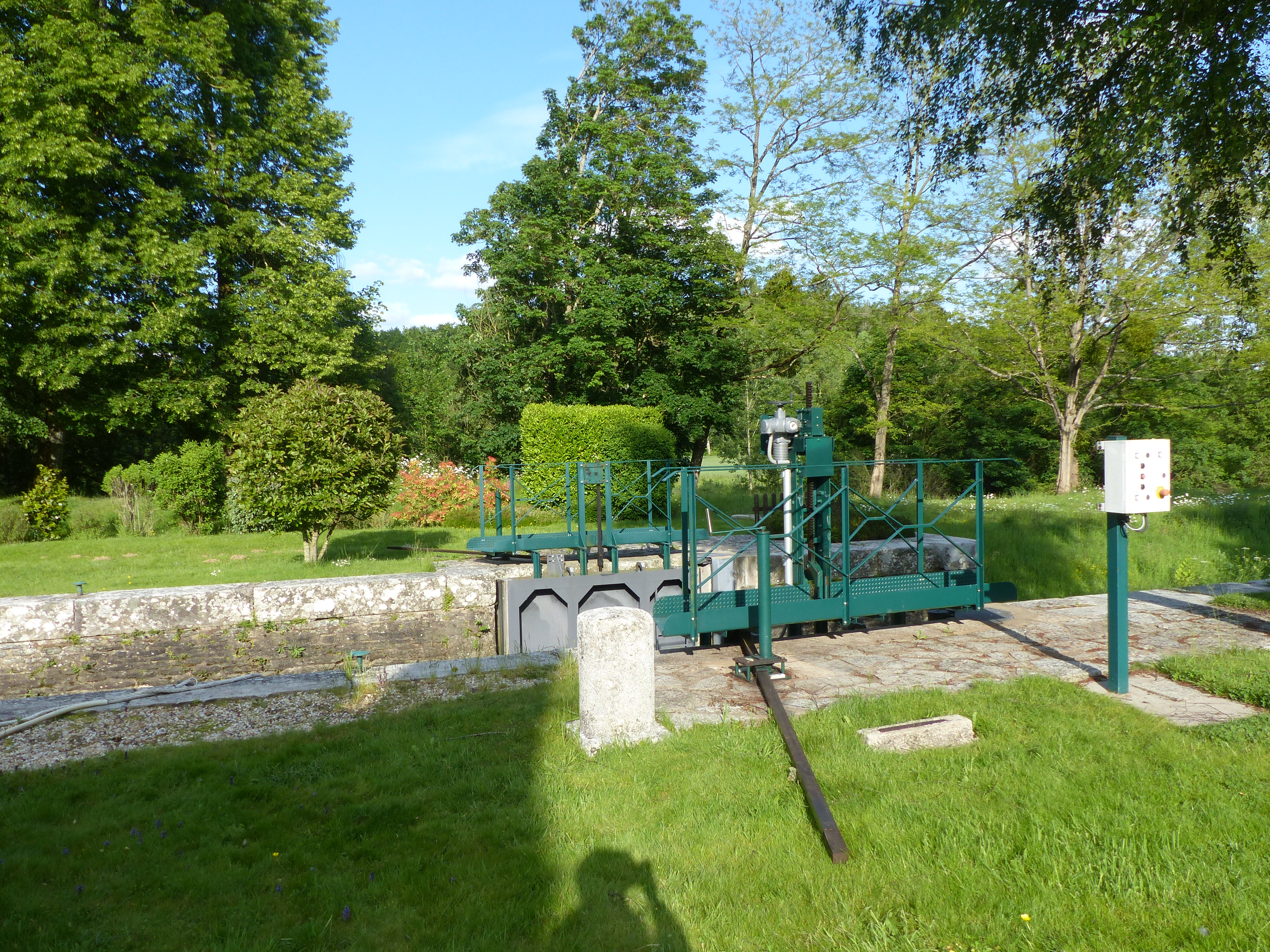
L'écluse de Pomeleuc.
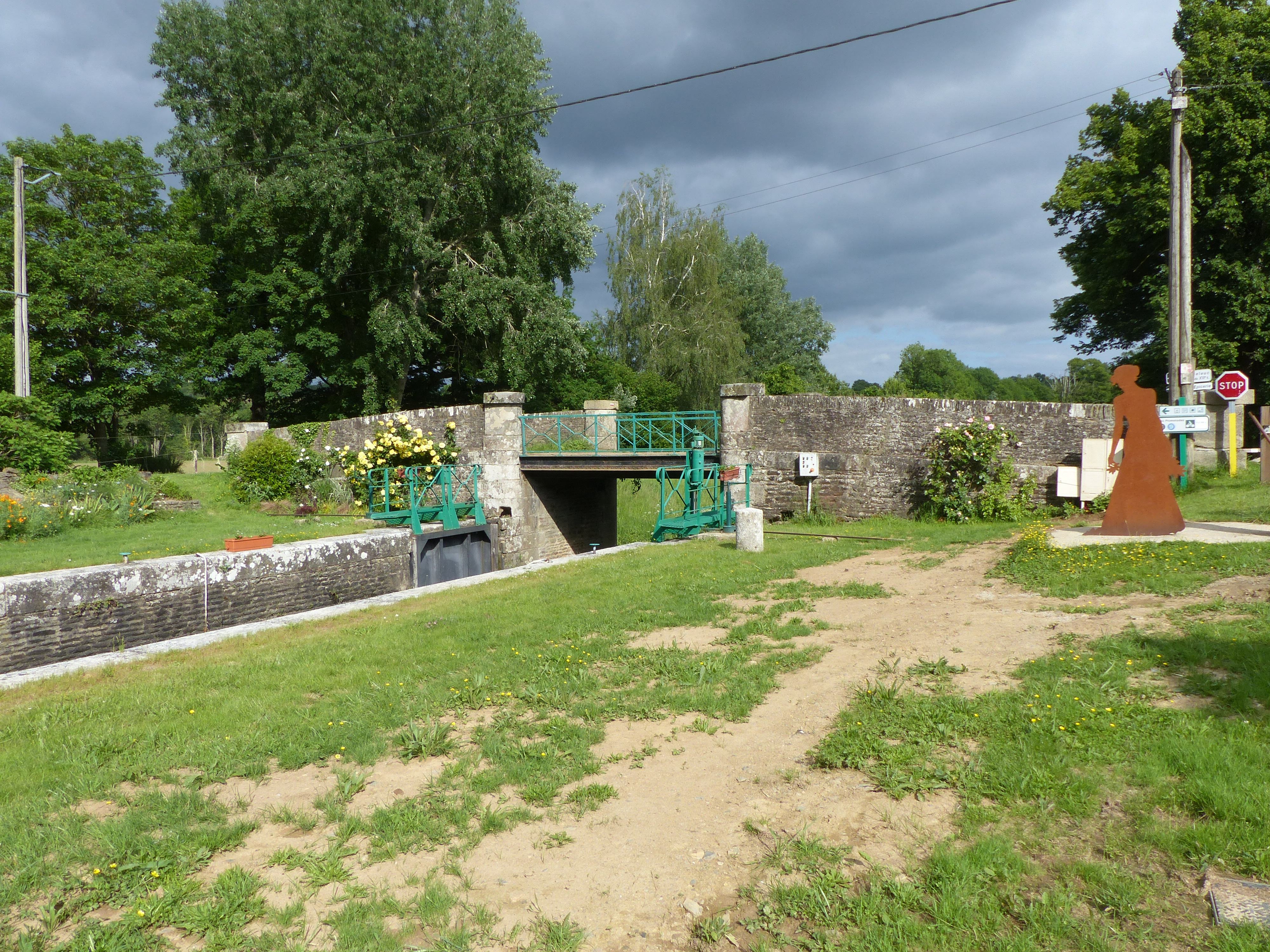
L'écluse de la Tertraie.

### Paysages et habitat
Le paysage agraire traditionnel est le bocage avec un habitat dispersé en écarts formés de hameaux (dénommés traditionnellement "villages") et fermes isolées.

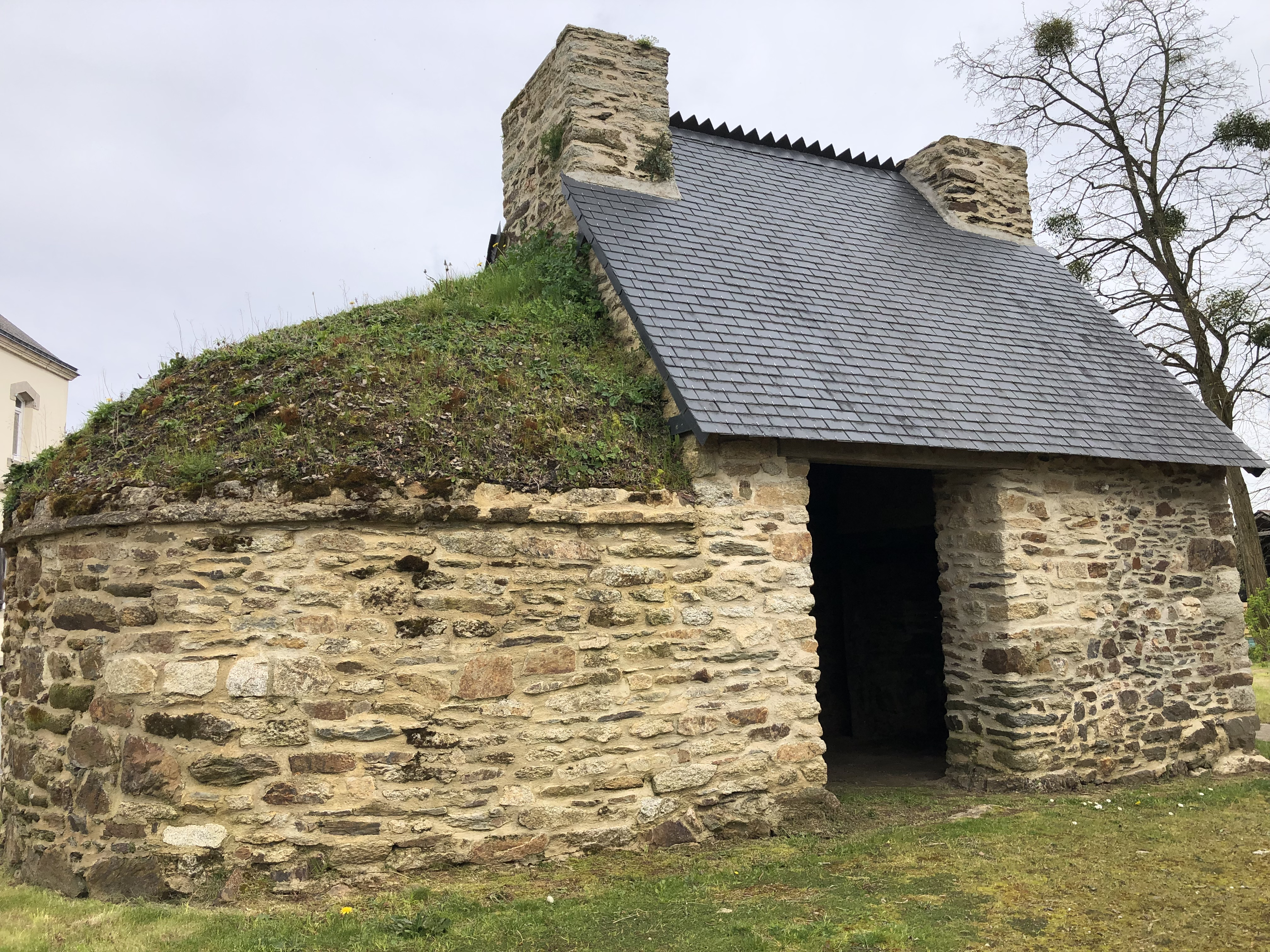
Dépendance d'une habitation dans le bourg de Lanouée.
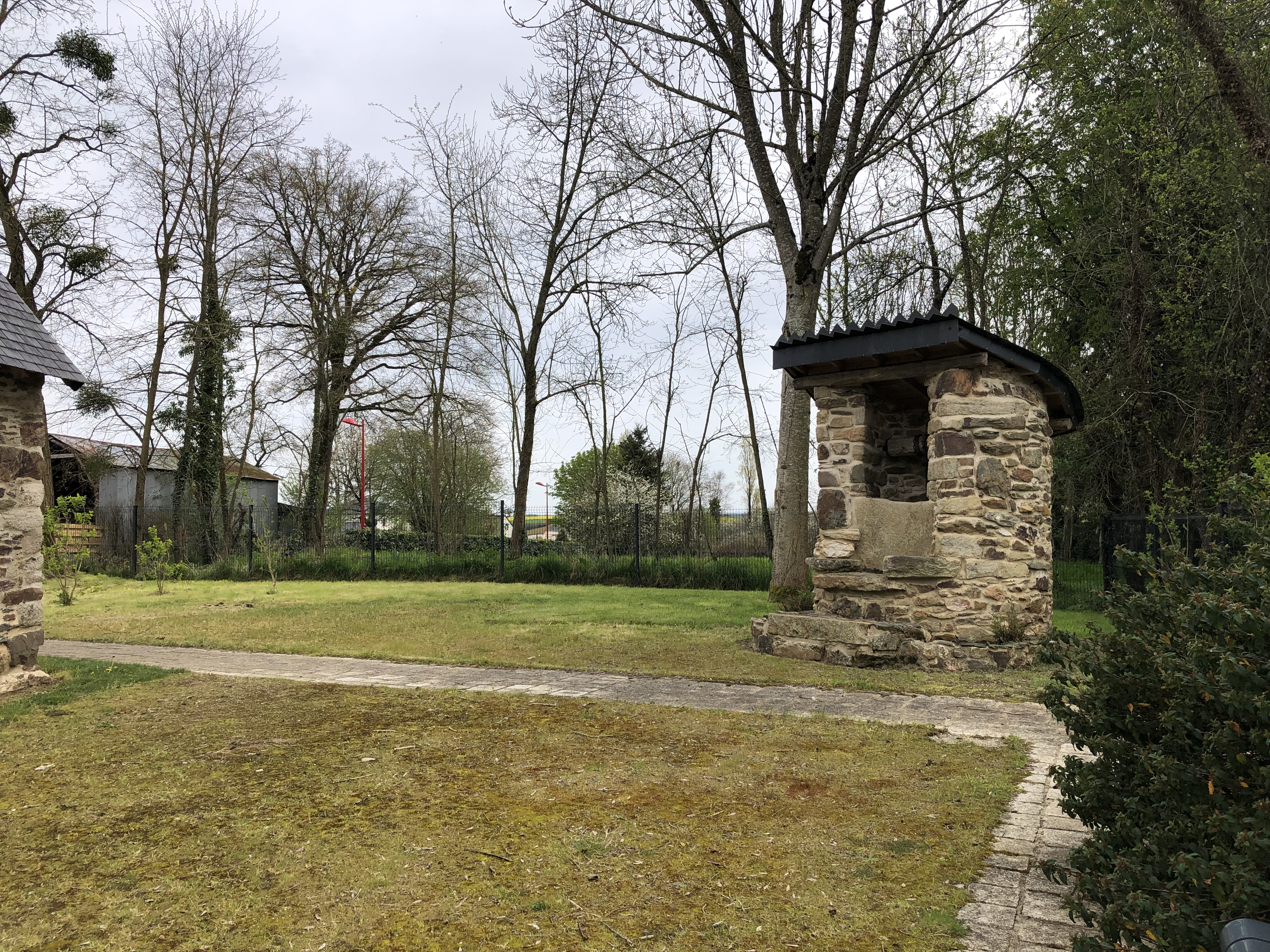
Ancien puits dans le bourg de Lanouée.
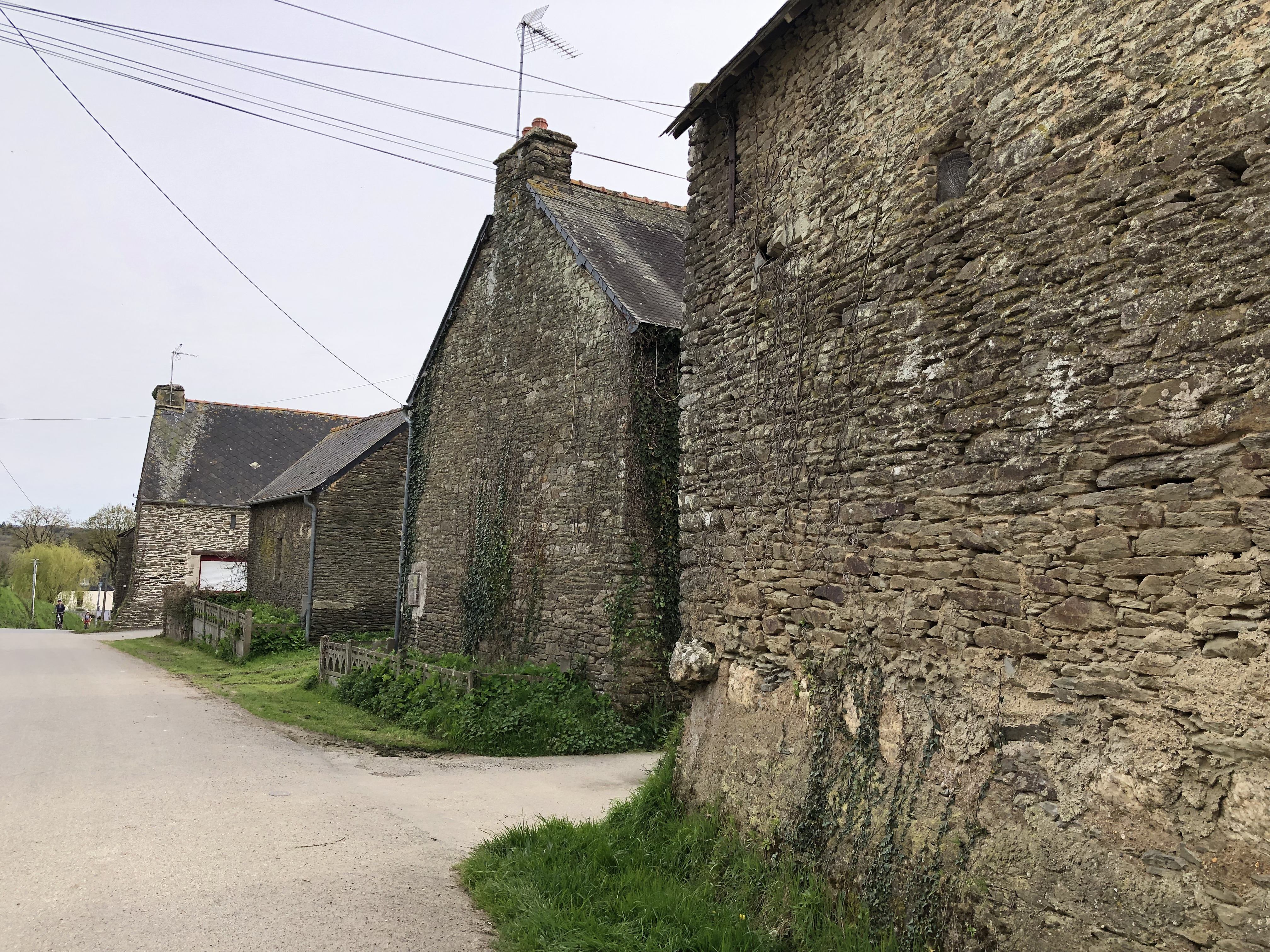
Maisons en schiste dans le hameau de Quéroux.
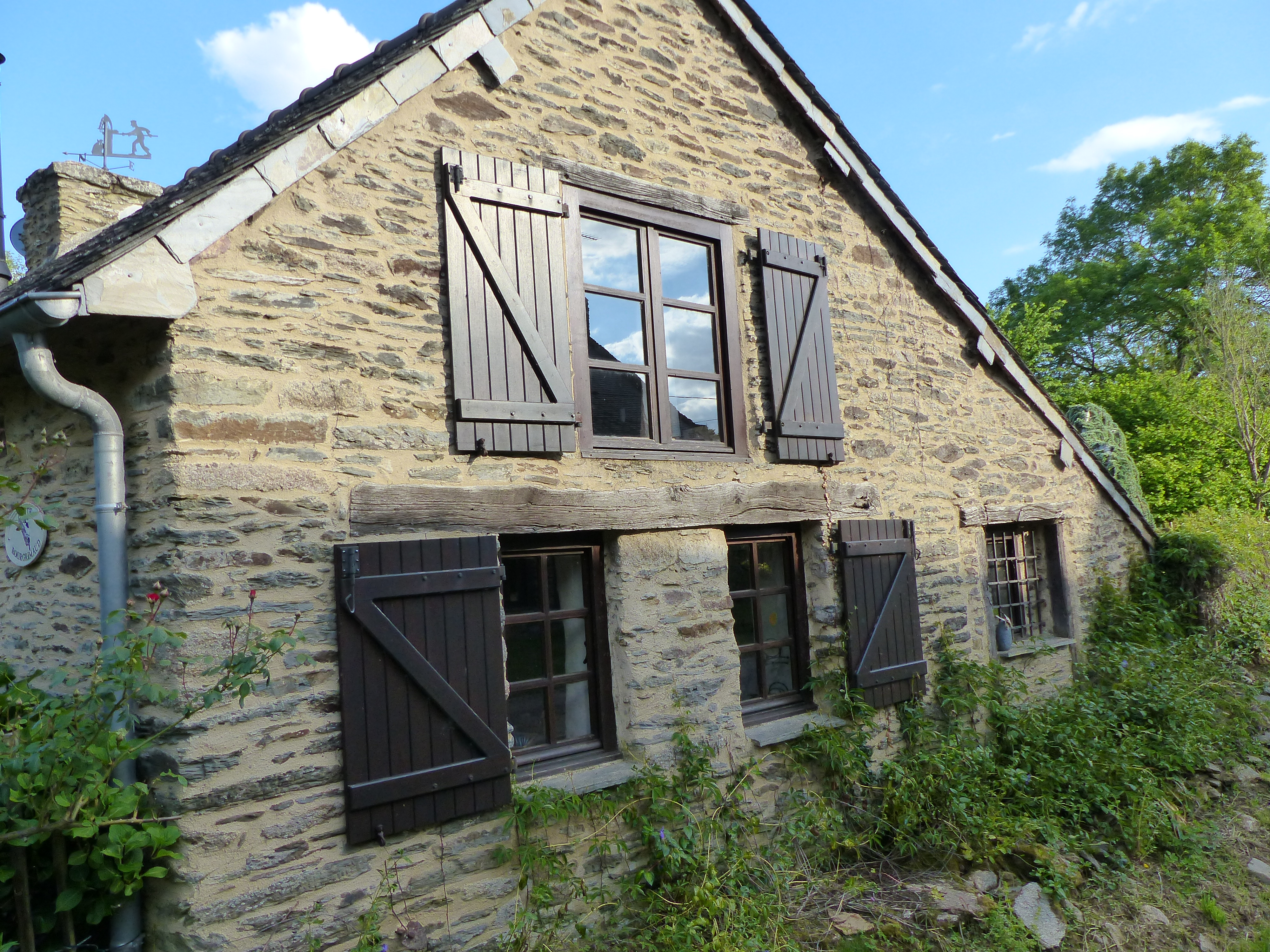
Maison à Bourg Grimaud (vallée de l'Oust).

## Toponymie
Le nom de la localité est mentionné sous les formes  in plebe nuncupante lanoes en 820 ; Lanoes plebs en l'an 830 ; Lannois en 1082, Lannoez en 1239.
Le nom de la localité procède probablement d'une évolution romane du gaulois nauda « praire marécageuse », toponyme que l'on rencontre régulièrement dans le domaine d'oïl sous la forme noë.
Le nom breton de la commune est Lannoez.

## Histoire

### Préhistoire
Un tumulus se trouve dans un bois voisin de l'ancien manoir de Quelneuf ; il a été fouillé  vers 1840 et on y'avait trouvé des fragments de vases en terre.
Un oppidum de forme circulaire et de 107 mètres de diamètre se trouve sur la rive gauche du Lié près du hameau de Bodiné [Bodinais].

### Antiquité
La voie romaine allant de Darioritum (Vannes) à Corseul traversait l'Oust à Pomeleuc, remontait le coteau entre la Ville-Aubrée [Ville-au-Bray] et Vault-Bonne [Le Vauborne], passait à la pointe sud de la forêt de Lanouée, puis suivait la limite entre Lanouée et Plumieux ; elle était nommée traditionnellement à cet endroit le chemin Ahès ou à Margot (dans un titre datant de 1549 de la terre de Cambout, elle est nommée Grand Fossé-Ahès.
Deux anciens camps romains se trouvent dans la forêt de Lanouée, à proximité de cette voie romaine, l'un au sud du hameau du Pas-aux-Biches, l'autre au nord du hameau de Bocneuf la Forêt.

### Moyen Âge
La paroisse de Lanouée remonte à 820 ; le patronage de saint Pierre confirme son ancienneté. Jean-Baptiste Ogée écrit que la paroisse aurait été fondée en 1125 par le vicomte Alain Ier de Rohan qui aurait donné une terre de son fief pour y construire une église, un bourg et des maisons pour y loger des moines et aurait ordonné que tous ceux qui viendraient habiter dans ce bourg fissent moudre leurs grains et cuire au four appartenant au prieuré (banalités), lequel fut par la suite sécularisé et transformé en cure. Mais, selon Joseph-Marie Le Mené, Ogée commet une double erreur : de date (Lanouée existait déjà en 820) et de fief (Lanouée dépendait du Porhoët et non du fief de Rohan).
Lanouée était à la tête d'un doyenné dépendant de l'archidiaconé du Porhoët, qui lui-même dépendait de l'évêché de Saint-Malo.
En 1410 Lanouée comptait les maisons nobles suivantes : Brentoil (à Éon de Coaydeven) ; les Aulnais (à Jean Penguili) ; ; le Camper (à Guillaume Thomelin) ; la Ville-Caro (à Geoffroy du Chandouvey) ; Quelenneuc (à Jean Guitté) : cette terre avait moyenne et basse justice (elle appartenait en 1778 à M. du Tiercent) ; Trebren (à Olivier Lequel) ; la Tertré avec moyenne et basse justice (appartenant en 1778 à M. de Roscanvec) et Garniguel avec moyenne et basse justice (appartenant en 1778 à M. du Lys). La terre et seigneurie de Trevran dépendait elle aussi du comté de Porhoët.
Pomeleuc fut le siège d'une commanderie de l'Ordre de Malte[Lequel ?] ; sa chapelle a longtemps servi d'église paroissiale à Pomeleuc.

### Temps modernes
Lors de la conspiration de Pontcallec un rendez-vous fut donné en 1719 aux conjurés en forêt de Lanouée au carrefour du Pas-aux-Biches, bien connu des chasseurs, dans le but de marcher sur Rennes et d'enlever le maréchal de Montesquiou, alors gouverneur de Bretagne ; « pour réussir ce coup d'audace, il fallait être en force. On devait réunir 1 500 conjurés à Lanouée... Il en vint quinze ! ».
Les Forges de Lanouée sont mises en service en 1762 par Louis-Marie-Bretagne de Rohan-Chabot, duc de Rohan.

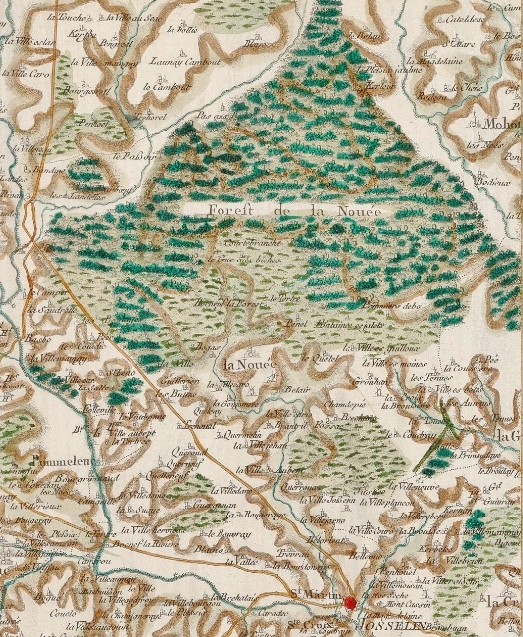
Carte de Cassini de la paroisse et de la forêt de Lanouée (1789).

Jean-Baptiste Ogée décrit ainsi Lanouée en 1778 :

« La Nouée ; sur une hauteur ; à 17 lieues et demie de Saint-Malo, son évêché ; à 14 lieues de Rennes, et à 1 lieue un quart de Josselin, sa subdélégation. Cette paroisse, dont la cure est à l'alternative, ressortit au siège royal de Ploërmel et compte 3 500 communiants. La majeure partie du terroir est constituée par des landes, la forêt de la Nouée et des mines de fer qui appartiennent à M. le Duc de Rohan, seigneur de la paroisse, qui a fait construire des forges à fer à l'entrée de cette forêt, sur la rivière du Lié, où est un étang assez spacieux pour servir à ces forges. Les terres cultivées rapportent de bonnes récoltes et des fruits ; on y voit des prairies assez abondantes en foin. »

### Révolution française

#### Lanouée en 1789-1790
« La paroisse contient 2 926 habitants, dans ce nombre, il y a 35 individus ne payant pas de taxes, 28 vieillards hors d’état de travailler, 36 infirmes, 242 enfants au-dessous de 14 ans, 306 individus qui ont besoin d’assistance et par ailleurs 200 vagabonds et mendiants qui se trouvent dans cette situation, quelques-uns par défaut de travail, d’autres y ont été amenés par l’ivrognerie ou la chicane, 600 habitants ne paient que pour une ou deux journées de travail, de sorte que les impôts retombent sur ce qui reste ».
Lanouée est désigné comme chef-lieu de canton en 1790 et le reste jusqu'en 1801, date à laquelle la commune est incorporée dans le canton de Josselin.

#### Un prêtre de Lanouée victime de la Terreur
Pierre Le Verger, chapelain de la chapelle des Forges depuis 1780, suppléa au début de la Révolution le recteur de Lanouée et son vicaire, prêtres réfractaires partis en exil à Jersey, et fut même officier municipal de Lanouée jusqu'au 15 octobre 1791, mais, refusant à son tour de prêter serment à la Constitution civile du clergé, devint lui aussi prêtre réfractaire, mena une vie semi-clandestine à Bréhand pendant la Terreur, fut finalement arrêté :e 22 février 1796, condamné à mort et guillotiné à Vannes le 22 mars 1796.

### LeXIXesiècle

#### L'insurrection légitimiste de 1832
Le 27 mai 1831 le journal Le Mémorial bordelais écrit que la bande de la Houssaie est forte de 130 hommes et qu'elle a déjà désarmé deux brigades de gendarmerie. Elle infeste la forêt de Lanouée.
Lors de l'insurrection légitimiste de 1832, cinquante chouans mirent en déroute une colonne du 43e régiment d'infanterie en forêt de Lanouée. Leur chef, Jean-Marie Caro, né le 27 juin 1779 à Lanouée, scieur de long à Lanouée, fut condamné à mort le 12 mai 1832 pour « avoir fait partie de bandes armées contre l'autorité royale ». Il fut guillotiné le 28 juin 1832 à Rennes ; il était alors âgé de 52 ans. Le Journal des débats politiques et littéraires du 10 juin 1832 écrit que « la semaine dernière, quelques drapeaux blancs ont été arborés en différents endroit de la commune de Lanouée ».

#### Lanouée en 1843
A. Marteville et P. Varin, continuateurs d'Ogée décrivent ainsi Lanouée en 1843 :

« La Nouée : commune formée de l'ancienne paroisse de ce nom, plus Pommeleuc [Pomeleuc] qu'elle a absorbé ; aujourd'hui succursale ; brigade temporaire de gendarmerie. (...) Principaux villages : le Bolay, le Plessis-Jaulme, le Pas-aux-Biches, le Haut-Bodinais, la Chenaie, la Ville-aux-Boteux, la Ville-ès-Moines, la Ville-ès-Guilloux, le Quetel, Pesnel, Brantry, la Ville-Caro, la Ville-Jarno, la Ville-Aubert, Guilleriens, Bogas, Trévéran, la Villec, la Rougeria, la Ville-Hervieux, Bocueuf, Pommeleuc, la Ville-au-Brai-d'Enhaut, la Ville-Manduy, Saint-Léon, le Canper, la Brousse. Superficie totale : 9 625 hectares 55 ares, dont (...) terres labourables 2 289 ha, prés et pâturages 509 ha, bois 3 101 ha (forêt de la Nouée), vergers et jardins 124 ha, landes et incultes 3 319 ha, étangs 13 ha (...). Moulins des Fouillets, de Trenédo, de la Tertrée, à vent ; de Secouët, du Brelin, de Trenédo, de la Tertrée, Neuf, de Cadoret, à eau. La Nouée est remarquble par ses forges, qui sont alimentées par la belle forêt et par le bel étang du même nom. (...) Il y a foire le 30 mai (à Saint-Hubert) et le 30 novembre (dite de la Saint-André). Géologie : schiste talqueux. On parle le français [en fait le gallo]. »

La même année 1843 la nomination de Nicolas Marie Bonnet comme maire (il était depuis 1840 et l'avait déjà été précédemment entre 1828 et 1830) fut contestée au motif qu'il n'aurait pas payé suffidamment d'impôts dans la commune, étant seulement, comme régisseur des Forges de Lanouée, occupant à titre gratuit la maison appartenant à M. de Janzé, propriétaire des Forges et ne satisfaisant donc pas aux règles du suffrage censitaire, mais il resta maire

#### Lanouée dans la seconde moitié duXIXesiècle
En 1851 le conseil municipal de Lanouée obtient le changement de date des deux foires existantes (celle de Saint-Hubert passe du 30 mars au dernier mercredi de mai, et celle de Saint-André du 30 novembre au deuxième mercredi d'octobre), mais le conseil général refuse la création d'une foire supplémentaire à Pomeleuc en raison des très nombreuses foires déjà existantes à peu de distance de Lanouée.
Le 27 août 1864 le docteur Goupil, médecin des épidémies de l'arrondissement de Ploërmel, se rendit dans le village du Tertre en Lanouée où il constata une épidémie de fièvre typhoïde chez la famille Bonte, qui frappa 15 personnes et fit 2 morts ; il attribuant cette épidémie à une mare infecte, à demi desséchée, située en bas du village. En 1867 une épidémie de variole frappe 43 personnes et fit 15 morts à Lanouée. 
En 1874 « 479 habitants des communes de Saint-Jean-Brévelay, de Lanouée et de Guillac demandent le rétablissement de la monarchie et la proclamation du roi légitime Henri V ».
La vaste commune de Lanouée avait une superficie de 9 625 hectares et était la deuxième plus vaste de Bretagne ; elle est scindée en deux par la loi du 12 juillet 1883 (la première demande de scission date de 1881) avec la création de la commune des Forges. Vincent Audren de Kerdrel, alors sénateur, s'opposa en vain lors de la discussion du projet de loi, à cette scission, arguant notamment que la commune de Lanouée, certes vaste, a une forme très arrondie et que le bourg est juste placé au centre de la commune, que la commune de Lanouée, dans ses nouvelles limites, n'aurait plus que 2 365 habitants, alors que la nouvelle commune créée des Forges, serait beaucoup grande (5 600 ha), car c'est elle qui posséderait la majeure partie de la forêt de Lanouée, mais moins peuplée (860 habitants)  et que son chef-lieu serait très excentré à l'extrémité ouest de son territoire et que certains de ses hameaux, situés à l'extrémité nord de la future commune seraient éloignés de 11 à 12 km du nouveau chef-lieu alors qu'ils ne le sont que de 7 à 8 km du bourg de Lanouée. Il ajoute qu'Aimé Jéglot, ancien maire de Lanouée, régisseur du propriétaire des Forges de Lanouée, est à l'origine de cette demande de scission, qu'il sera à l'évidence le maire de la nouvelle commune des Forges si celle-ci est créée, et qu'« au-dessus de lui planera l'autorité un peu d'un roi fainéant peut-être, mais enfin l'autorité du chef seigneur ou du suzerain. On dit que ce très grand propriétaire [Louis Frédéric de Janzé] fait présent à la commune d'un presbytère, d'une église, d'une école, d'un cimetière ... que sais-je? », mais ce « propriétaire possédera presque tout sur son sol (plus des huit dixièmes de la commune) ; il aura sous sa dépendance comme bûcherons, comme charbonniers, comme forgerons, comme charretiers, à peu près tous les habitants de la commune », mais le projet de loi fut quand même adopté. Les partisans de la création de la commune des Forges arguent notamment que dans la composition du Conseil municipal de Lanouée en 1883, sur ses 21 membres, un seul appartient à la section des Forges.
Alain-Charles-Louis de Rohan-Chabot, duc de Rohan, prince de Léon, alors député, s'opposa aussi vainement à cette scission : il déclare sans une intervention à la Chambre des députés que dans la commune de Lanouée, vaste de près de 10 000 hectares, se trouve la forêt de Lanouée, d'une superficie de 3 600 hectares qui alimente les hauts fourneaux des Forges, que cette forêt et bien d'autres terres encore, appartiennent à un seul et même propriétaire « qui se considère comme le seigneur du lieu », que depuis longtemps « ses régisseurs, intendants, maîtres des forges (...) ont été membres du conseil municipal de la commune de Lanouée et, pour la plupart du temps, maires de cette commune », qu'un conflit a éclaté en 1880 entre le régisseur et le habitants de Lanouée à propos d'une messe que le régisseur avait fait supprimer dans la chapelle des Forges, probablement sur les instructions de son maître. « Sentant son influence et celle de son maître ébranlée, le régisseur des forges de Lanouée résolut de se créer une commune pour lui-même, une commune dans laquelle il aurait une influence indiscutable et indiscutée (...) » Les débats montrent que les oppositions étaient aussi de nature politique, le régisseur et les ouvriers des Forges étant républicains (de droite) alors que les habitants de Lanouée étainent majoritairement très conservateurs et fortement influencés par le clergé.
Malgré ces oppositions, la création de la commune des Forges est votée et prend effet au 1er janvier 1884. Jusqu'en 1883 le finage de Lanouée incluait donc la forêt de Lanouée.
Un arrêté du préfet du Morbihan en date du 16 août 1888 laïcise l'école congréganiste des filles de Lanouée.

### LeXXesiècle

#### La Belle Époque
Le 2 septembre 1901 un incendie détruisit totalement le château des Aulnays en Lanouée.
Le 4 août 1902 le commissaire de police de Ploërmel, accompagné de 7 gendarmes, vint procéder à l'expulsion des religieuses de Lanouée, mais trouva devant la porte de l'école une foule d'habitants (« plus de 600 par sonnes sont accourues, armées de douches, de faciles et de bâtons, résolues à empêcher coûte que coûte l'expulsion des Sœurs. (...) Les femmes, surexcités, ont repoussé les chevaux [des gendarmes] à coups de bâtons. (...) Le duc de Rohan, député, était accouru en toute hâte. Il a (...) félicité la population de Lanouée de son énergique attitude ») qui s'y opposa. 11 personnes furent poursuivies pour rébellion, accusés notamment d'avoir frappé les chevaux des gendarmes avec des branches de fagots, devant le tribunal de Ploërmel, puis devant la Cour d'appel de Rennes, mais ils furent relaxés attendu « que la plupart d'entre eux n'ont opposé aux efforts des agents de l'autorité qu'une résistance passive non punissable légalement ».
Le 7 août 1902 le Préfet du Morbihan fut avisé que les habitants de Lanouée « paraissaient prêts à toutes les violences pour s'opposer à la dissolution de l'établissement des Sœurs de la Providence » situé dans leur commune ; l'exécution de cette mesure était fixée au lendemain matin. 70 gendarmes étaient déjà sur les lieux, mais le Préfet décida la réquisition d'un escadron de soldats, que le colonel de Saint-Rémy, commandant du 2e régiment de chasseurs stationné à Pontivy refusa d'appliquer ; en conséquence, il passa en conseil de guerre à Nantes le 6 septembre 1902 (il fut condamné à 1 jour de prison).
Les Sœurs choisirent de partir volontairement, ce qui permit au duc de Rohan de reprendre possession de l'école, dont les locaux lui appartenaient (la pose de scellés par l'administration fut déclarée illégale par le tribunal) et aux Sœurs de revenir ouvrir l'école, habillées en tenue laïque.
En 1903 100 gendarmes durent d'y prendre à deux fois pour parvenir à faire partir les trois religieuses en application de la loi sur les congrégations.
Une grande réunion du comité central de la résistance catholique du Morbihan se tint le 9 décembre 1903 au pied du calvaire de Lanouée, réunissant 1 200 participants ; le nom du colonel de Saint-Rémy y fut acclamé.
L'inventaire des biens d'église de Lanouée se déroula le 8 mars 1906.
Le 16 décembre 1910 le clocher de l'église de Lanouée fut en partie détruit par la foudre.

#### La Première Guerre mondiale

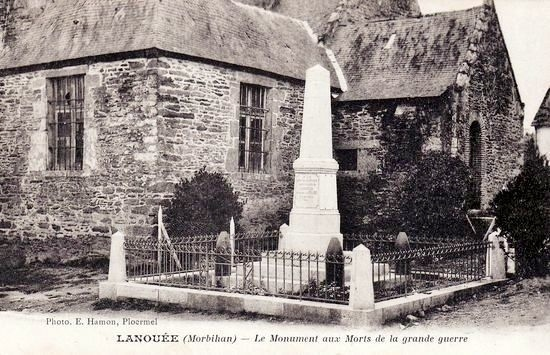
Lanouée : le monument aux morts de la Première Guerre mondiale (carte postale).

Le monument aux morts de Lanouée porte les noms de 96 soldats morts pour la France pendant la Première Guerre mondiale ; parmi eux 4 sont morts dès 1o14 en Belgique ; Eugène Guillermo est mort mors de la Bataille de Sedd-Ul-Bahr (Turquie) en 1915 ; Henri Le Lée est mort des suites de ses blessures en 1916 dans l'actuelle Macédoine du Nord et Émile Boullé  de maladie le 28 octobre 1918, donc peu avant l'armistice, en Bulgarie ; Calixte Chatel, Henri Herpe et Albert Martin sont morts en captivité en Allemagne ; les autres sont décédés sur le sol français.

#### L'Entre-deux-guerres

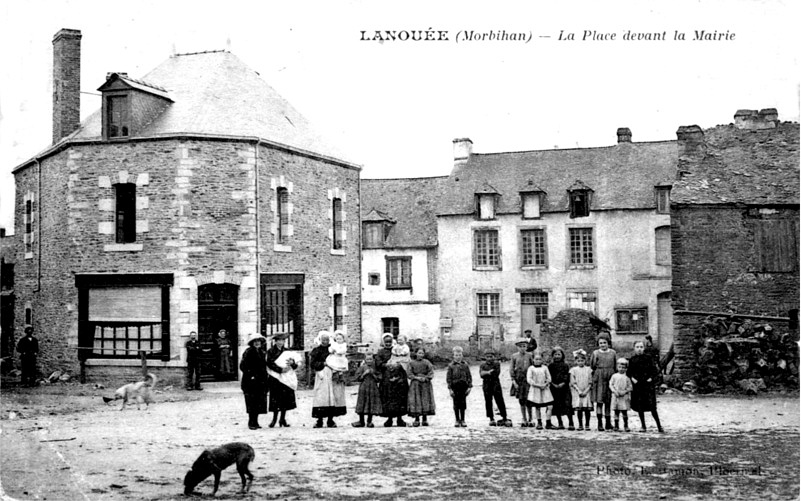
Lanouée : la place devant la mairie vers 1920 (carte postale).
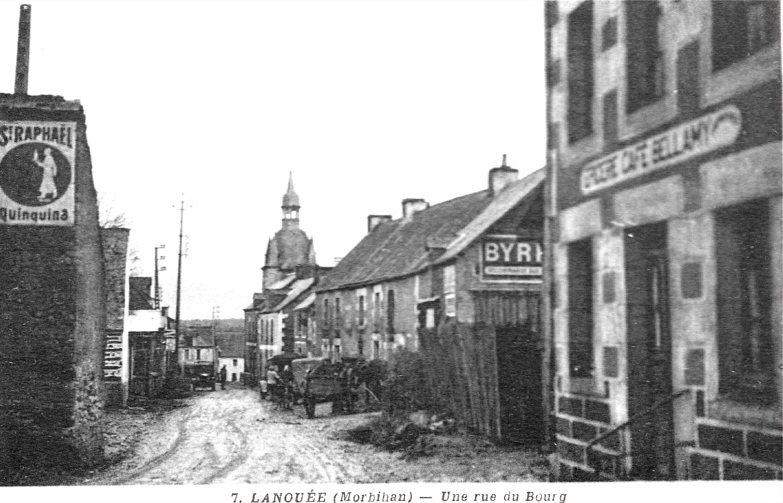
Lanouée : une rue du bourg vers 1920 (carte postale).
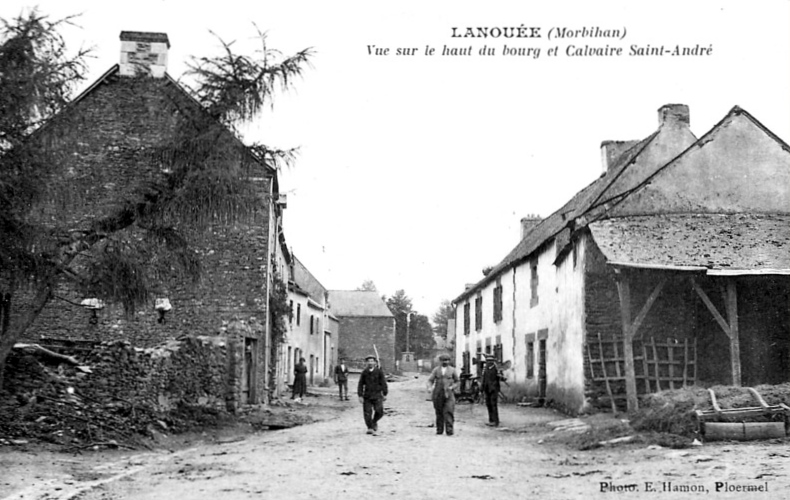
Lanouée : le haut du bourg et, à l'arrière-plan, le calvaire Saint-André (carte postale).
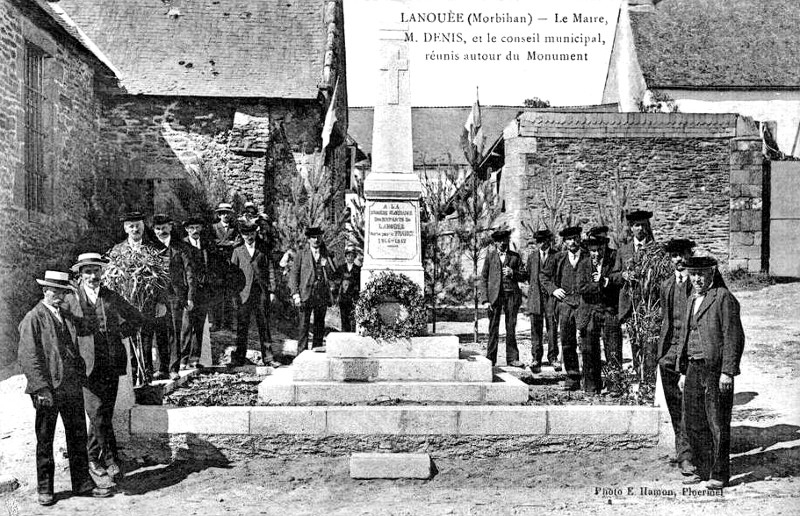
Lanouée : le maire et les membres du conseil municipal devant le monument aux morts vers 1925 (carte postale).

En novembre 1926 l'école publique de Lanouée n'avait aucun élève, alors que les deux écoles privées regorgeaient d'élèves.
L'association sportive et culturelle Saint-Hubert est fondée en 1933 par l'abbé Monneraye.

#### La Seconde Guerre mondiale
Le monument aux morts de Lanouée porte les noms de 6 personnes mortes pour la France pendant la Seconde Guerre mondiale ; parmi elles Eugène Guilloux, Paul Picaud et Léon Robin sont morts au printemps 1940 lors de la Bataille de France ; Armand Dreano est mort au Liban en 1940 et Eugène Jegou tué la même année au Tonkin.

#### L'Après Seconde Guerre mondiale
Deux soldats (Armand Kerdal et Joseph Le Hel) originaires de Lanouée sont morts pour la France pendant la Guerre d'Algérie
.

### LeXXIesiècle
La commune fusionne avec la commune des Forges au sein de la commune nouvelle de Forges de Lanouée le 1er janvier 2019.

## Politique et administration
| Période                                  | Période          | Identité                     | Étiquette | Qualité |
| ---------------------------------------- | ---------------- | ---------------------------- | --------- | --- |
| 1790                                     |                  | François Le Gal              |           | |
| 1790                                     | 1791             | François Marie Guilloux      |           | |
| 1791                                     | 1792             | Yves Duverger                |           | |
| 1792                                     | 1797             | Jean Chatel                  |           | |
| 1797                                     |                  | François Le Gall             |           | |
| 1797                                     | 1800             | François Guilloux            |           | |
| 1800                                     | 1800             | Noël Nagat                   |           | |
| 1799                                     | 1803             | Hamon                        |           | |
| 1803                                     | 1808             | Jean Mathurin Guillemin      |           | |
| 1808                                     | 1814             | François Marie Guilloux      |           | Propriétaire. |
| 1814                                     | 1821             | Paul de Nourquer du Camper   |           | Propriétaire. |
| 1821                                     | 1828             | François Jouan               |           | |
| 1828                                     | 1830             | Nicolas Marie Bonnet         |           | Régisseur des forges de Lanouée.                                                                                 |
| 1830                                     | 1837             | Hubert Jollivet              |           | |
| 1837                                     | 1843             | François Marie Couespel      |           | |
| 1843                                     | 1848             | Nicolas Marie Bonnet         |           | Régisseur des forges de Lanouée. Déjà maire entre 1828 et 1830.                                                  |
| 1848                                     | 1864             | Julien Marie Jouan           |           | |
| 1864                                     | 1872             | Paul Prosper Le Sage         |           | Régisseur des Forges de Lanouée.                                                                                 |
| 1872                                     | 1878             | Mathurin Pichot              |           | |
| 1878                                     | 1880             | Aimé Jéglot                  |           | Notaire. Régisseur des Forges de Lanouée. Maire des Forges en 1874. À l'origine de la création de cette commune. |
| 1880                                     | 1884             | Louis Marie Renault-Lebreton |           | Propriétaire de la forêt de Lanouée. Maire des Forges entre 1896 et 1910.                                        |
| 1884                                     | 1893             | Julien Marie Renaud          |           | Laboureur. |
| 1893                                     | 1900             | Alexis Guyot                 |           | Laboureur à la Ville Jarno.                                                                                      |
| 1900                                     | 1918             | Henri Guilloux               |           | Géomètre expert.                                                                                                 |
| 1919                                     | 1961             | Eugène Denis                 |           | Charretier, puis voiturier.                                                                                      |
|                                          |                  |                              |           | |
| 1971                                     | 1977             | Joseph Dano                  |           | |
| 1977                                     | 1989             | Joseph Gautier               |           | |
| 1989                                     | 2008             | René Jolivet                 |           | |
| 2008                                     | Mars 2009        | Joël Guillot                 |           | |
| 2009                                     | 31 décembre 2018 | Gérard Grandvalet            |           | |
| juin 2020                                |                  | Jacques Bihouée              |           | |
| Les données manquantes sont à compléter. |                  |                              |           | |

La création de la commune nouvelle de Forges de Lanouée entraîne la création d'une commune déléguée gérée par un maire délégué :
| Période                                  | Période  | Identité        | Étiquette | Qualité |
| ---------------------------------------- | -------- | --------------- | --------- | ------- |
| juin 2020                                | En cours | Jacques Bihouée | -         |         |
| Les données manquantes sont à compléter. |          |                 |           |         |

## Démographie
L'évolution du nombre d'habitants est connue à travers les recensements de la population effectués dans la commune depuis 1793. Pour les communes de moins de 10 000 habitants, une enquête de recensement portant sur toute la population est réalisée tous les cinq ans, les populations de référence des années intermédiaires étant quant à elles estimées par interpolation ou extrapolation. Pour la commune, le premier recensement exhaustif entrant dans le cadre du nouveau dispositif a été réalisé en 2004.

En 2016, la commune comptait 1 776 habitants, en évolution de +5,09 % par rapport à 2010 (Morbihan : +3,82 %, France hors Mayotte : +2,11 %).
| 1793  | 1800  | 1806  | 1821  | 1831  | 1836  | 1841  | 1846  | 1851  |
| ----- | ----- | ----- | ----- | ----- | ----- | ----- | ----- | ----- |
| 3 124 | 2 779 | 2 902 | 3 110 | 3 052 | 3 550 | 3 213 | 3 281 | 3 267 |

| 1856  | 1861  | 1866  | 1872  | 1876  | 1881  | 1886  | 1891  | 1896  |
| ----- | ----- | ----- | ----- | ----- | ----- | ----- | ----- | ----- |
| 3 187 | 3 220 | 3 342 | 3 213 | 3 218 | 3 188 | 2 352 | 2 403 | 2 440 |

| 1901  | 1906  | 1911  | 1921  | 1926  | 1931  | 1936  | 1946  | 1954  |
| ----- | ----- | ----- | ----- | ----- | ----- | ----- | ----- | ----- |
| 2 320 | 2 304 | 2 305 | 2 058 | 2 107 | 2 078 | 2 002 | 1 926 | 1 903 |

| 1962  | 1968  | 1975  | 1982  | 1990  | 1999  | 2004  | 2006  | 2009  |
| ----- | ----- | ----- | ----- | ----- | ----- | ----- | ----- | ----- |
| 1 845 | 1 809 | 1 710 | 1 731 | 1 637 | 1 644 | 1 637 | 1 672 | 1 678 |

| 2014  | 2016  | - | - | - | - | - | - | - |
| ----- | ----- | - | - | - | - | - | - | - |
| 1 763 | 1 776 | - | - | - | - | - | - | - |

## Lieux et monuments
- Église Saint-Pierre ; cette église de construction hétérogène remonte pour partie au XVe siècle, au XVIe siècle et au XVIIIe siècle[45] ;

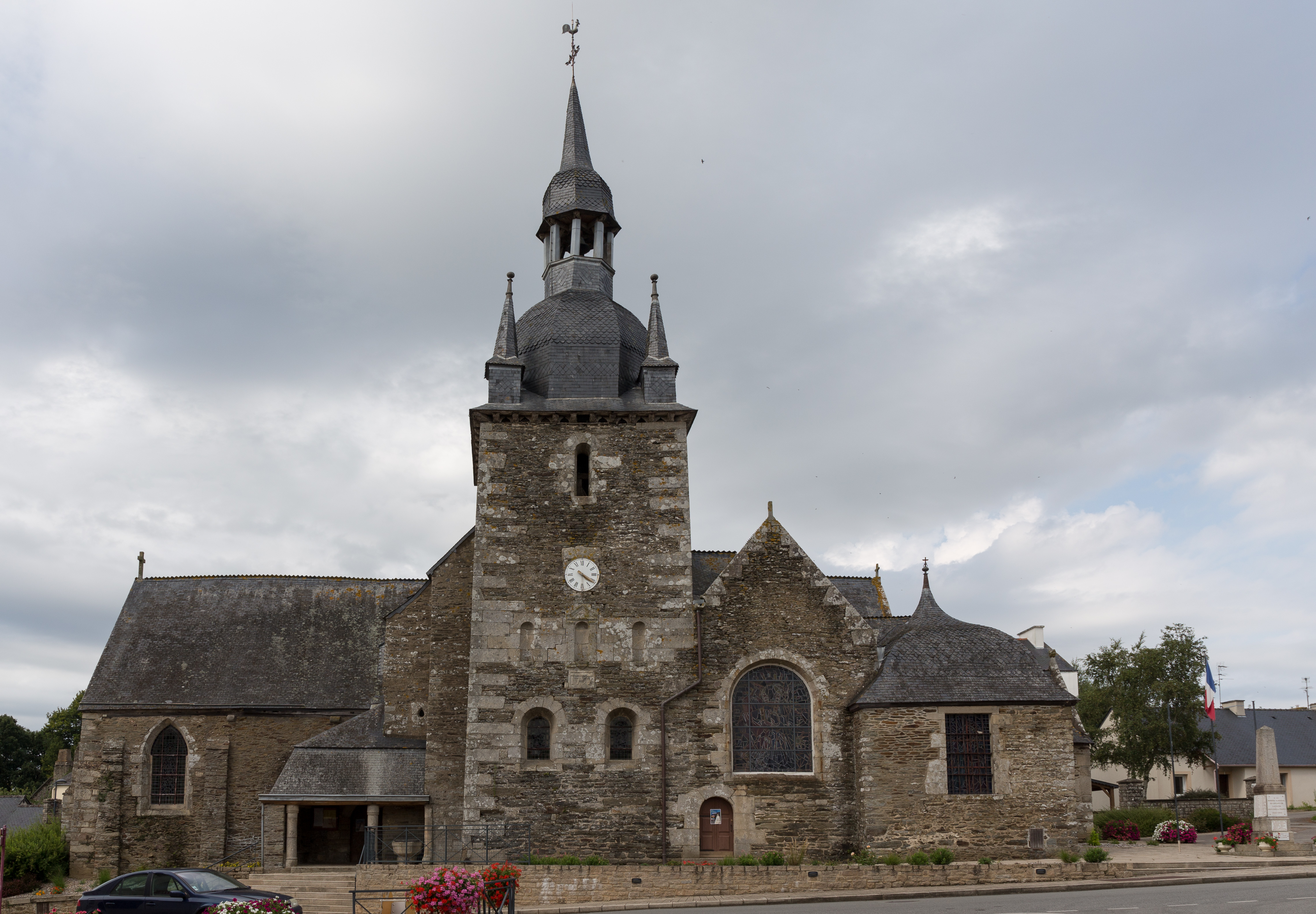
L'église Saint-Pierre de Lanouée vue d'ensemble.
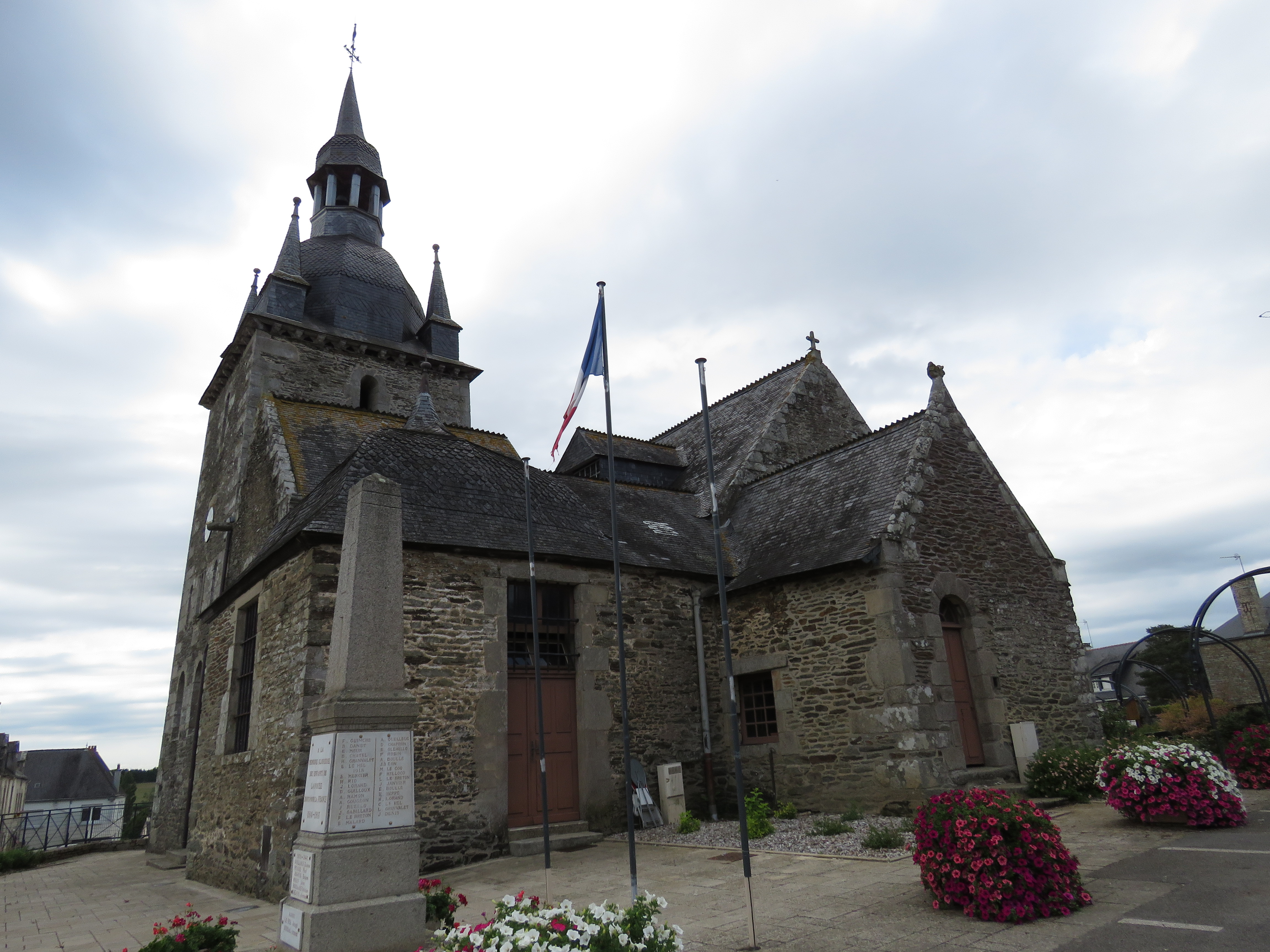
L'église Saint-Pierre de Lanouée : façades sud et est.
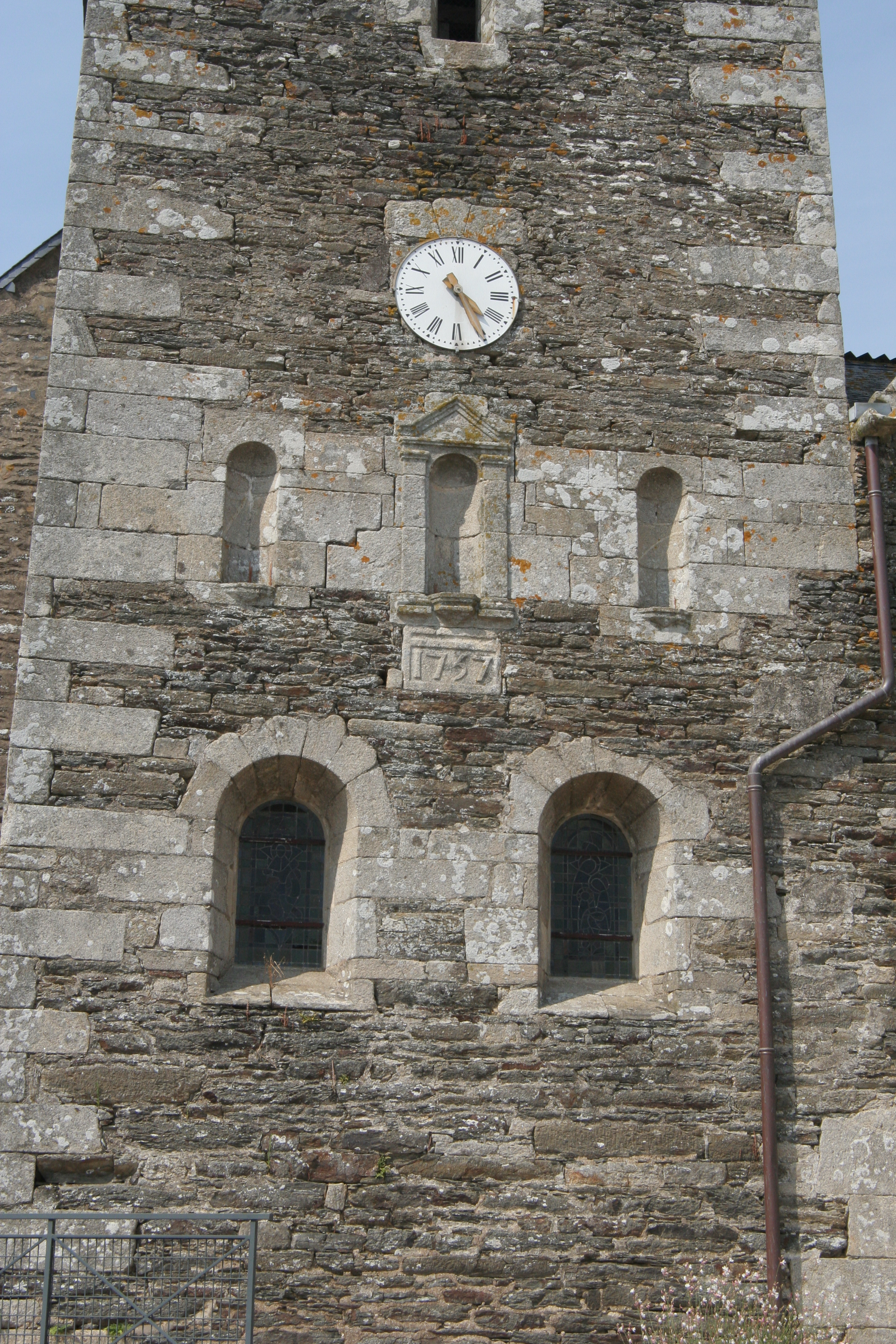
L'église Saint-Pierre de Lanouée : la tour du clocher.
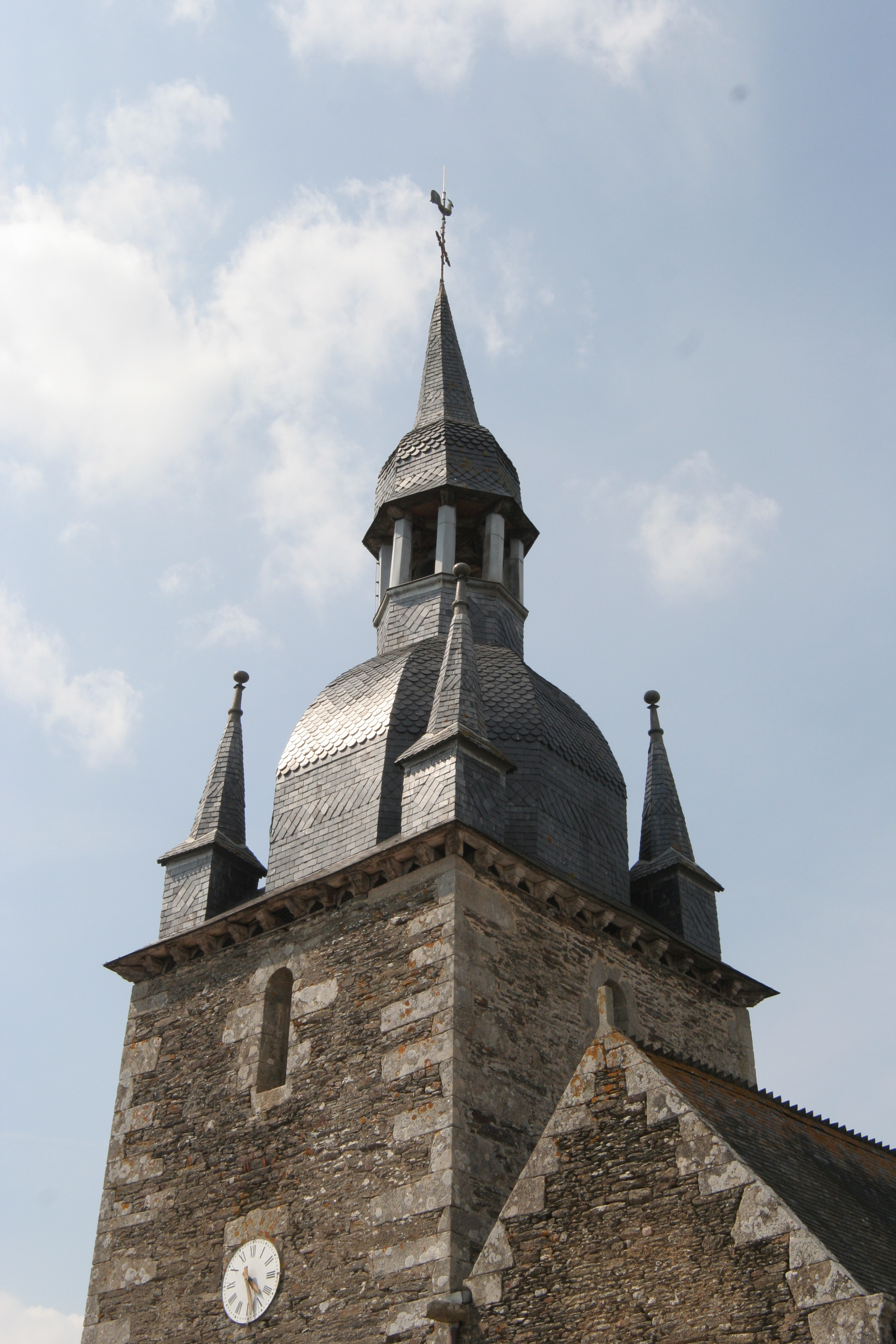
L'église Saint-Pierre de Lanouée : le clocher.
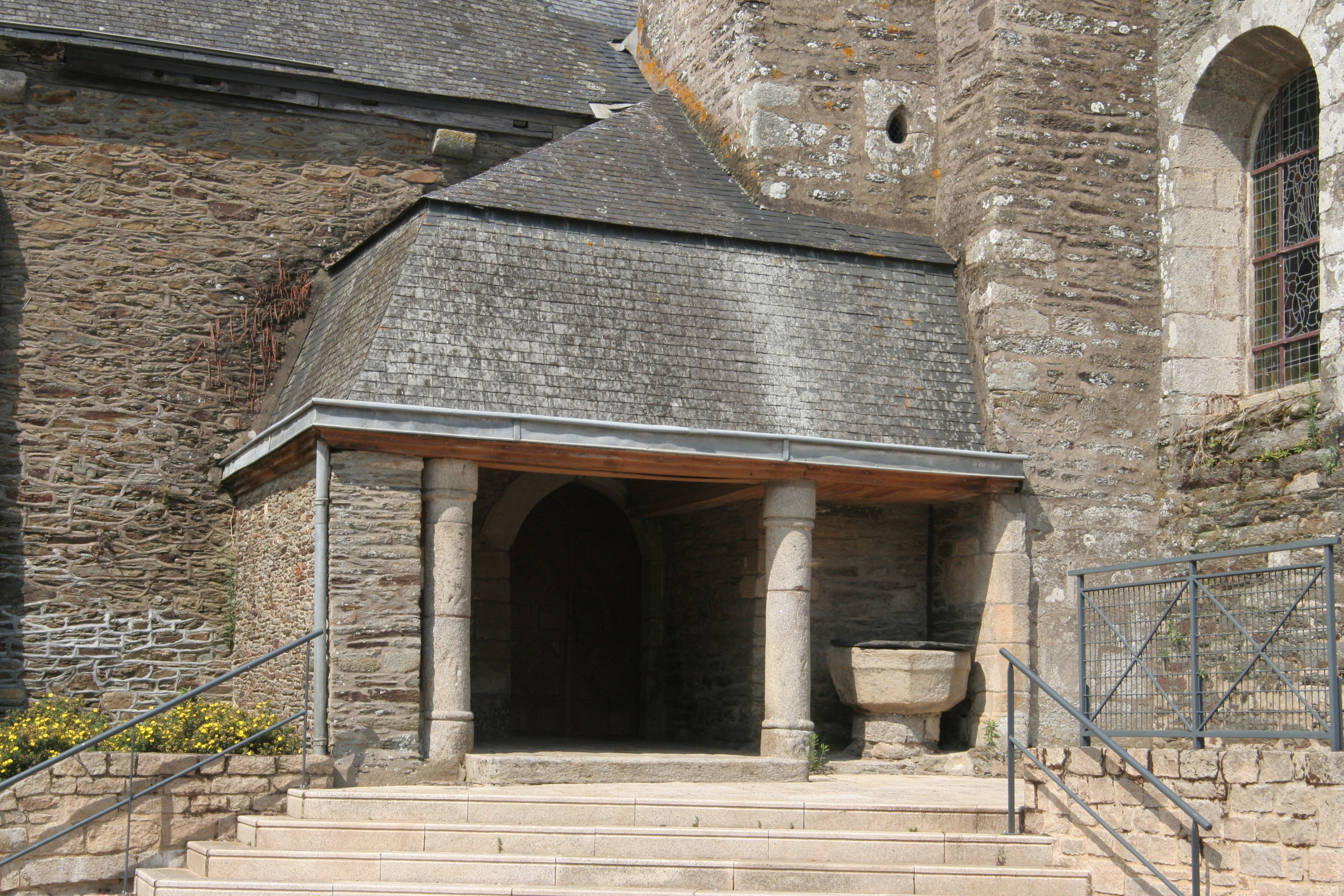
L'église Saint-Pierre de Lanouée : porche d'entrée.

- Calvaire de Lanouée

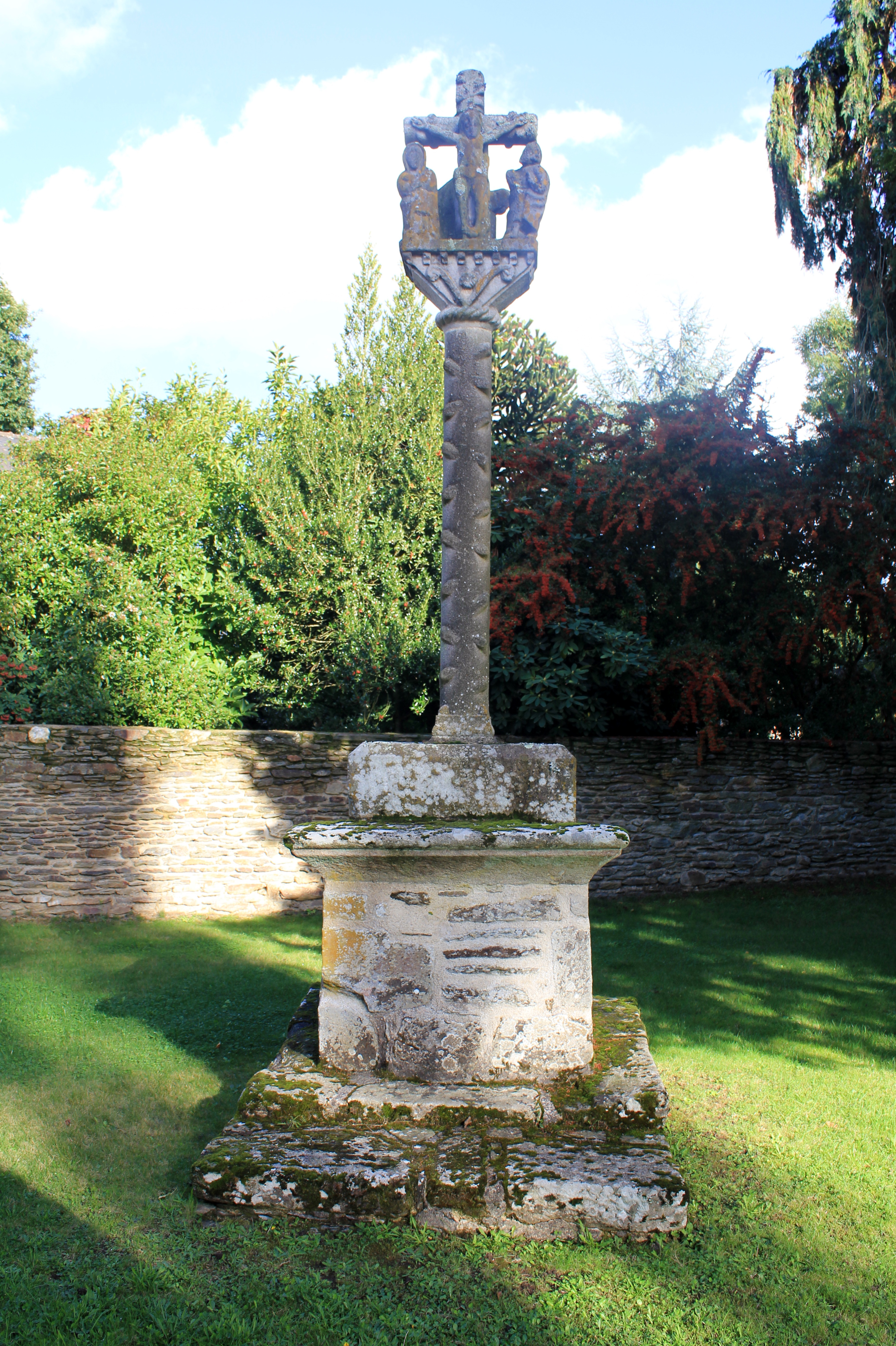
Le Calvaire de Lanouée : vue d'ensemble.
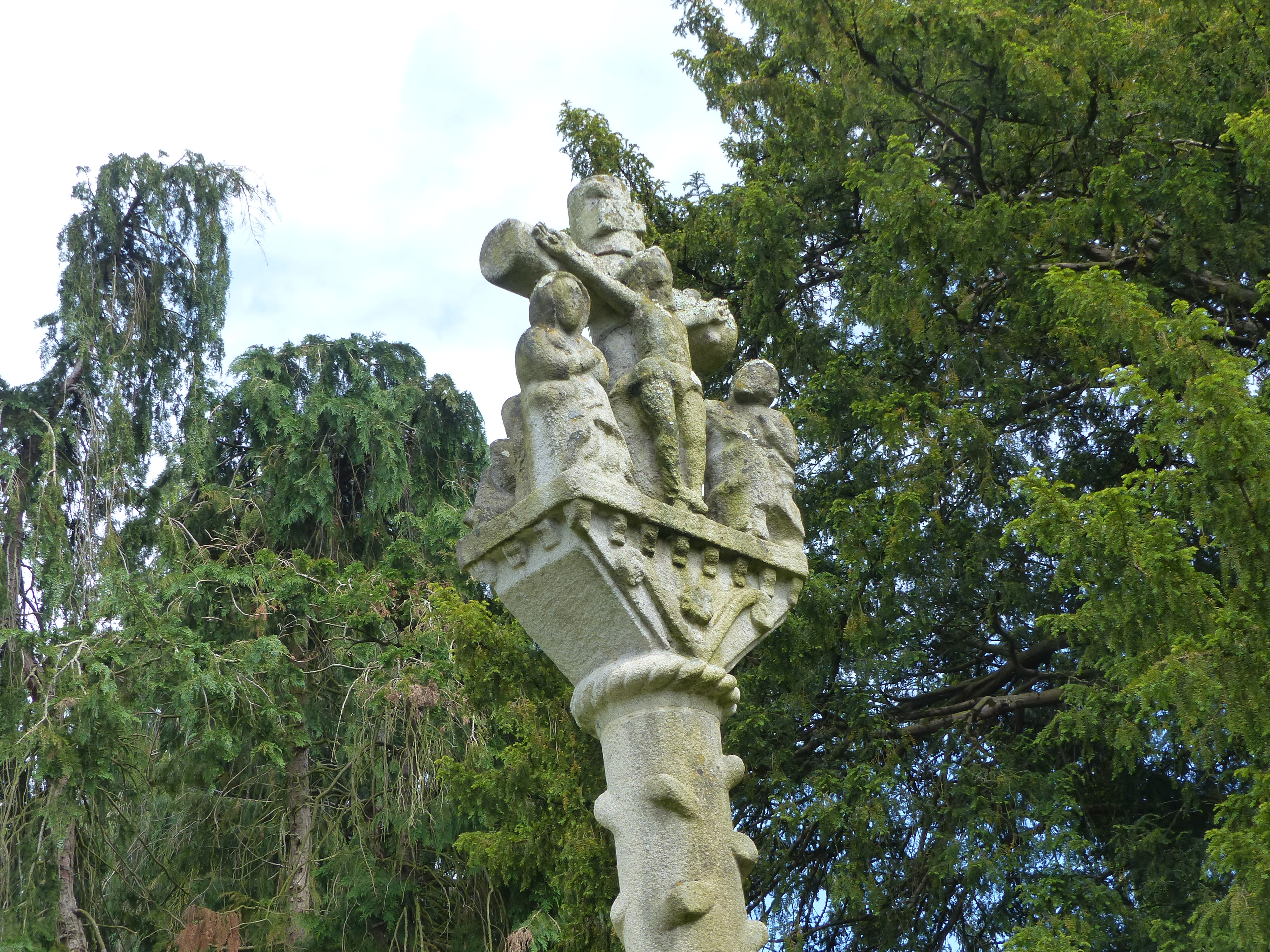
Le Calvaire de Lanouée : partie sommitale.

- Croix de cimetière de Lanouée ;

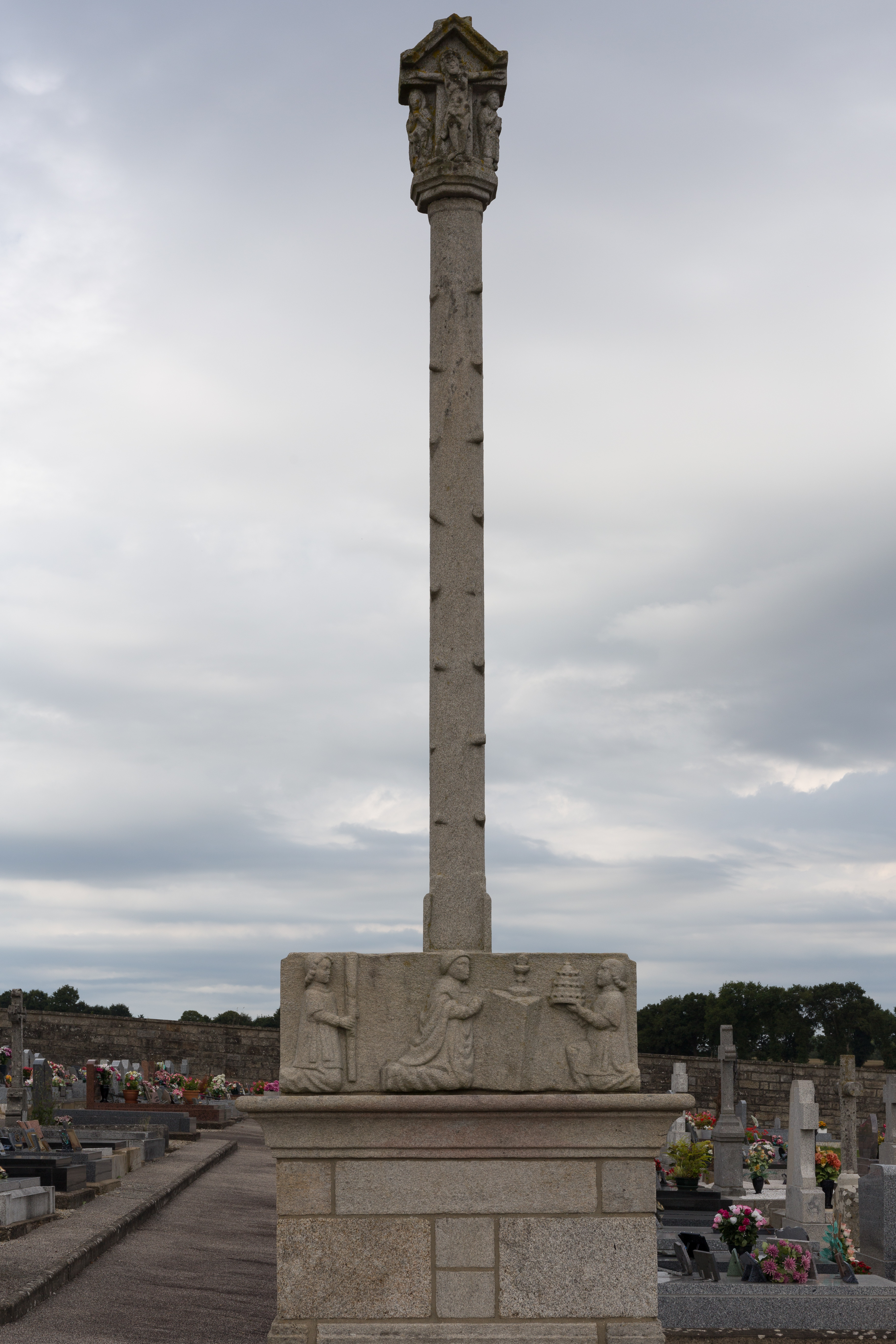
La Croix de cimetière de Lanouée : vue d'ensemble.
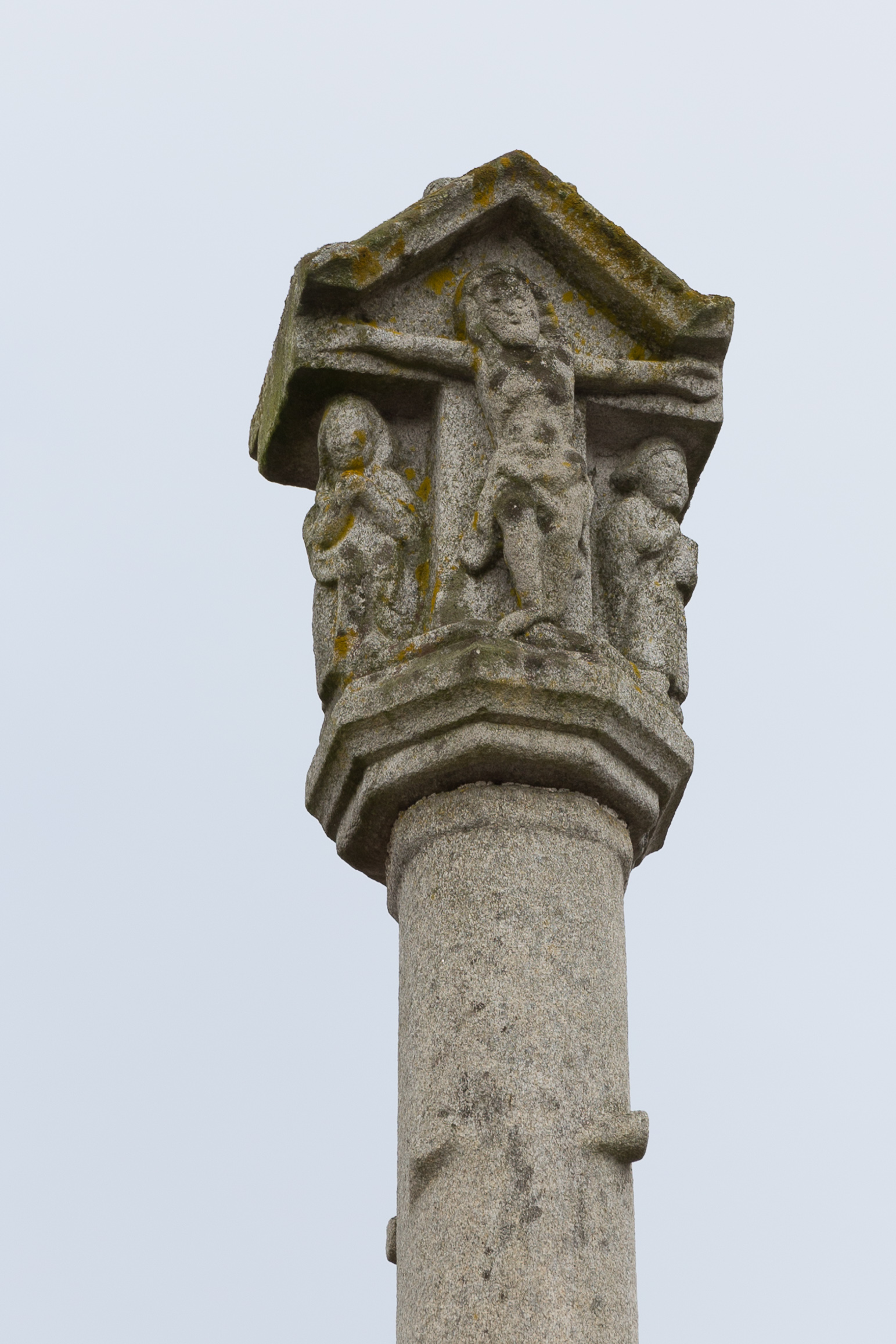
La Croix de cimetière de Lanouée : partie sommitale.
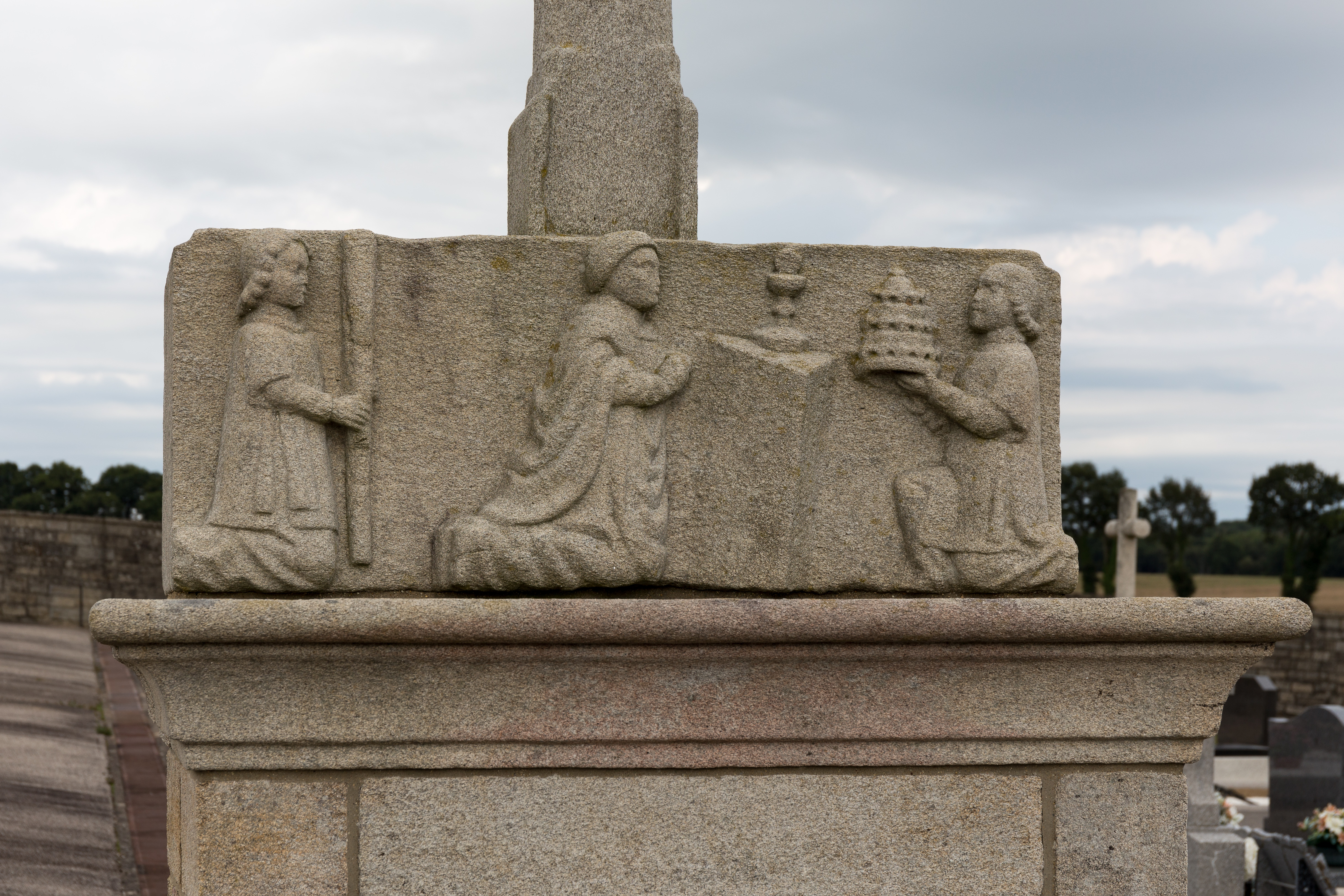
La Croix de cimetière de Lanouée : le socle sculpté de la croix.

- Croix des prêtres

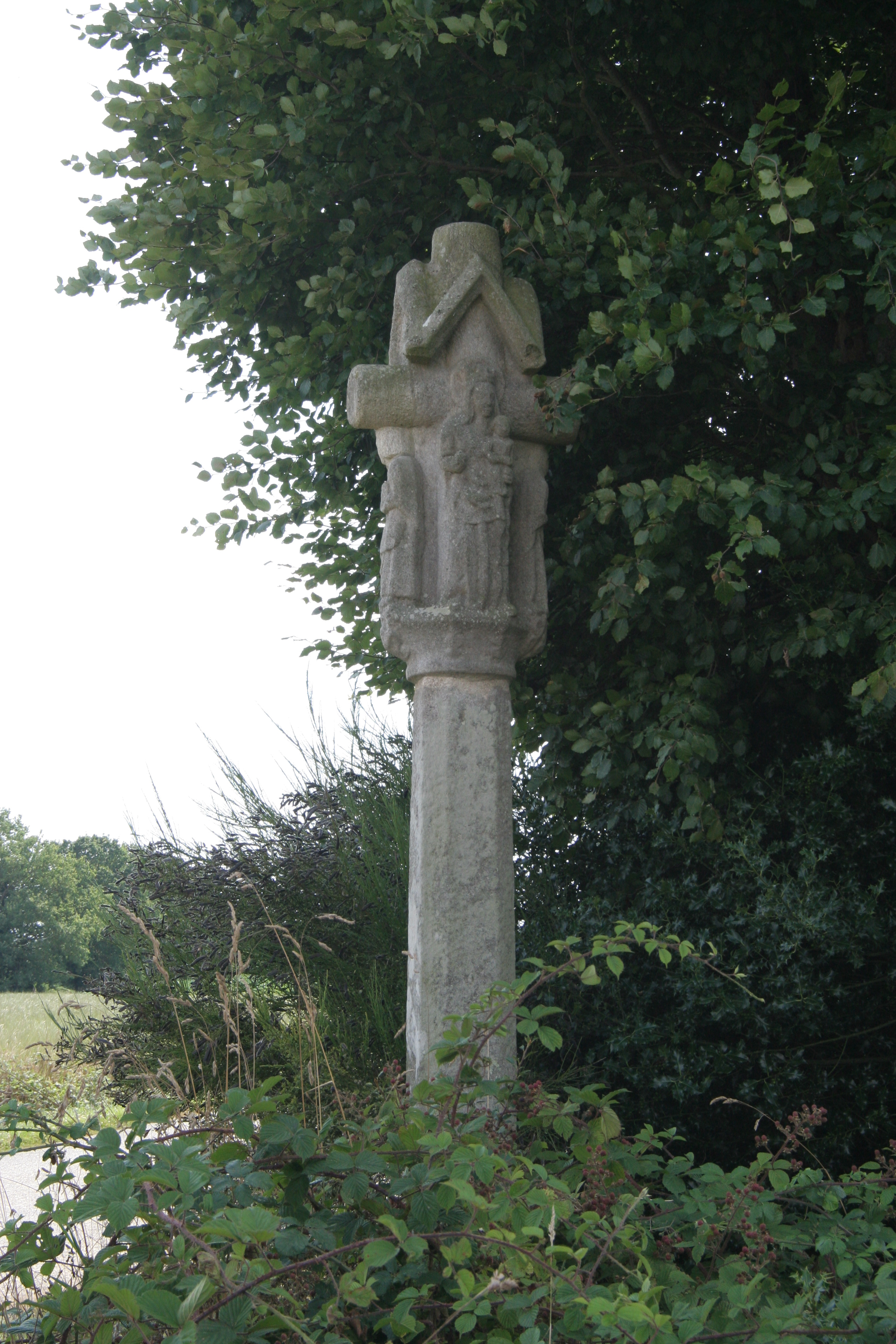
La Croix des prêtres : vue d'ensemble.
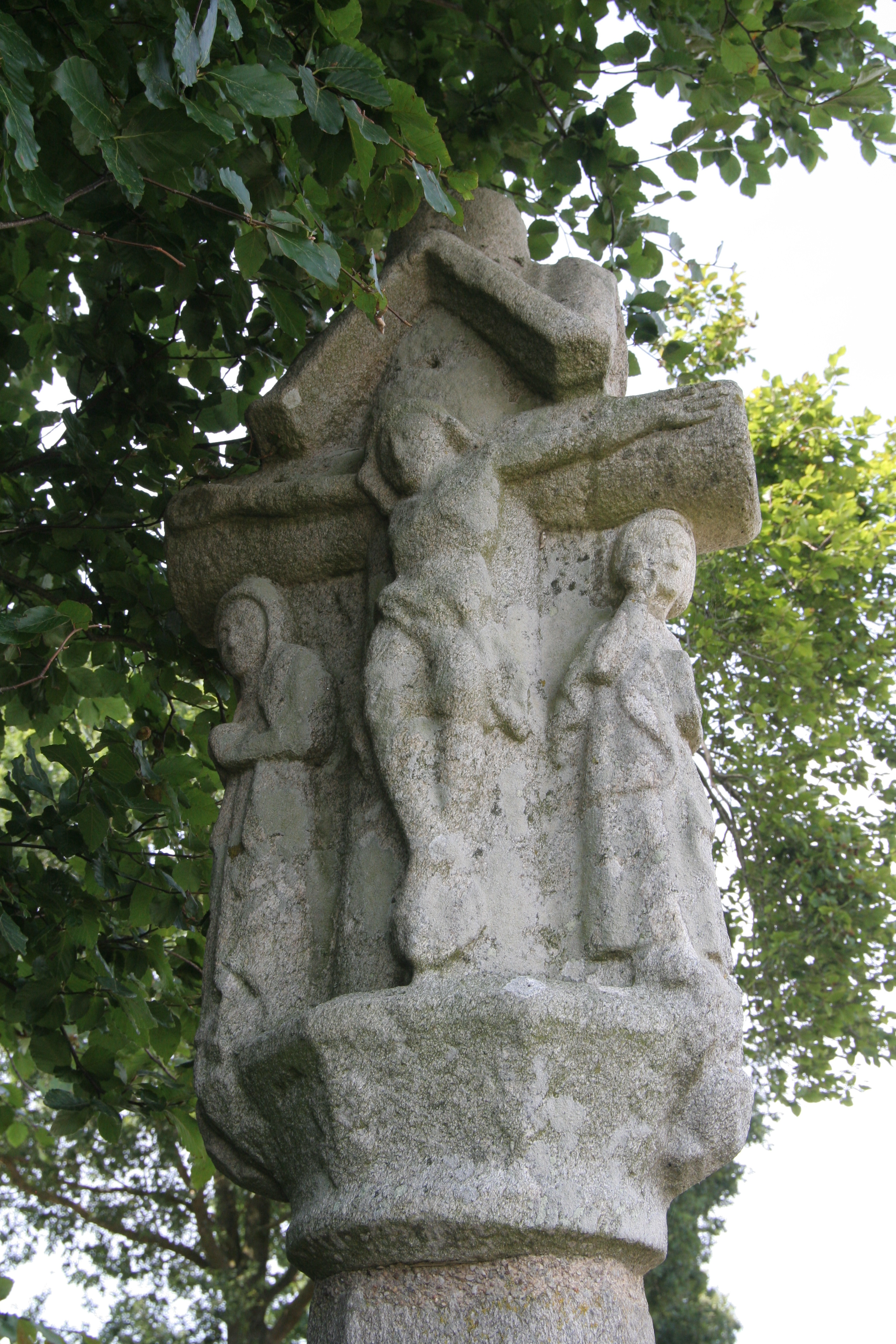
La Croix des prêtres : partie sommitale.

- Chapelle de Pomeleuc (Pomelais en patois), dite aussi chapelle Saint-Mélec, ou Notre-Dame-des-Fleurs[46].

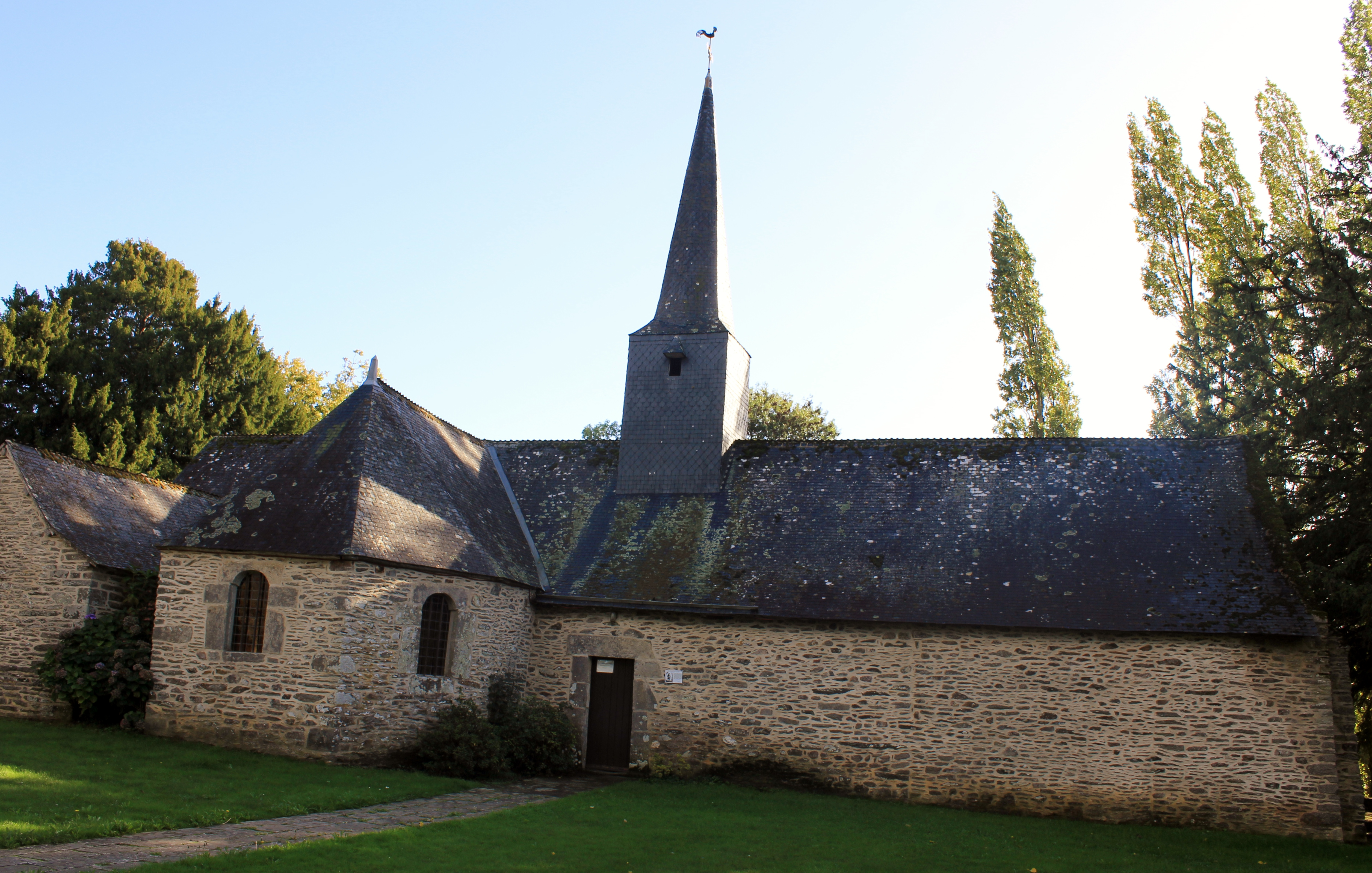
La chapelle Saint-Mélec à Pomeleuc.

- Chapelle Saint-Hubert ;

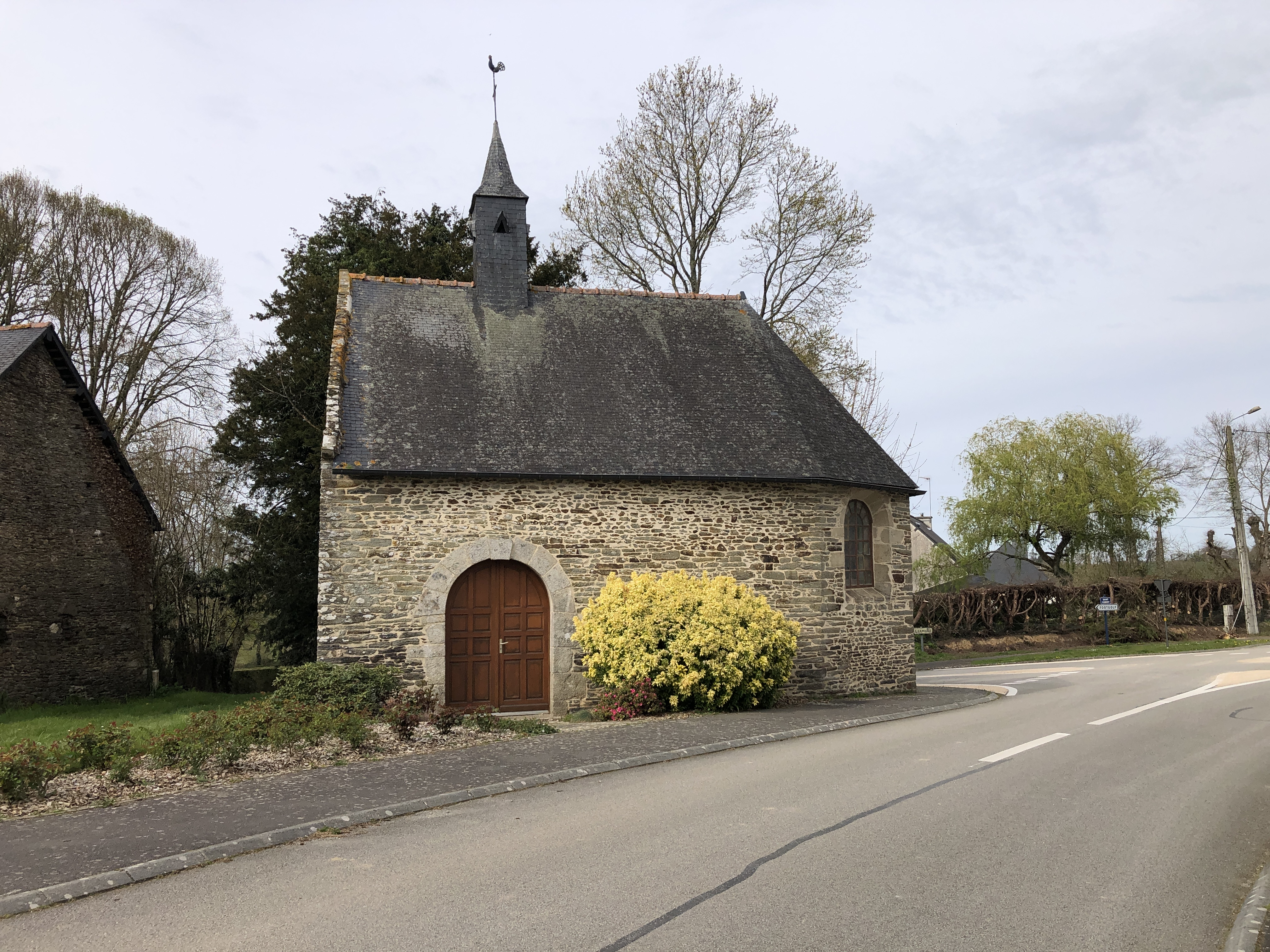
La chapelle Saint-Hubert de Lanouée.

- Diverses croix monumentales[47], dont la Croix de Bantry ;

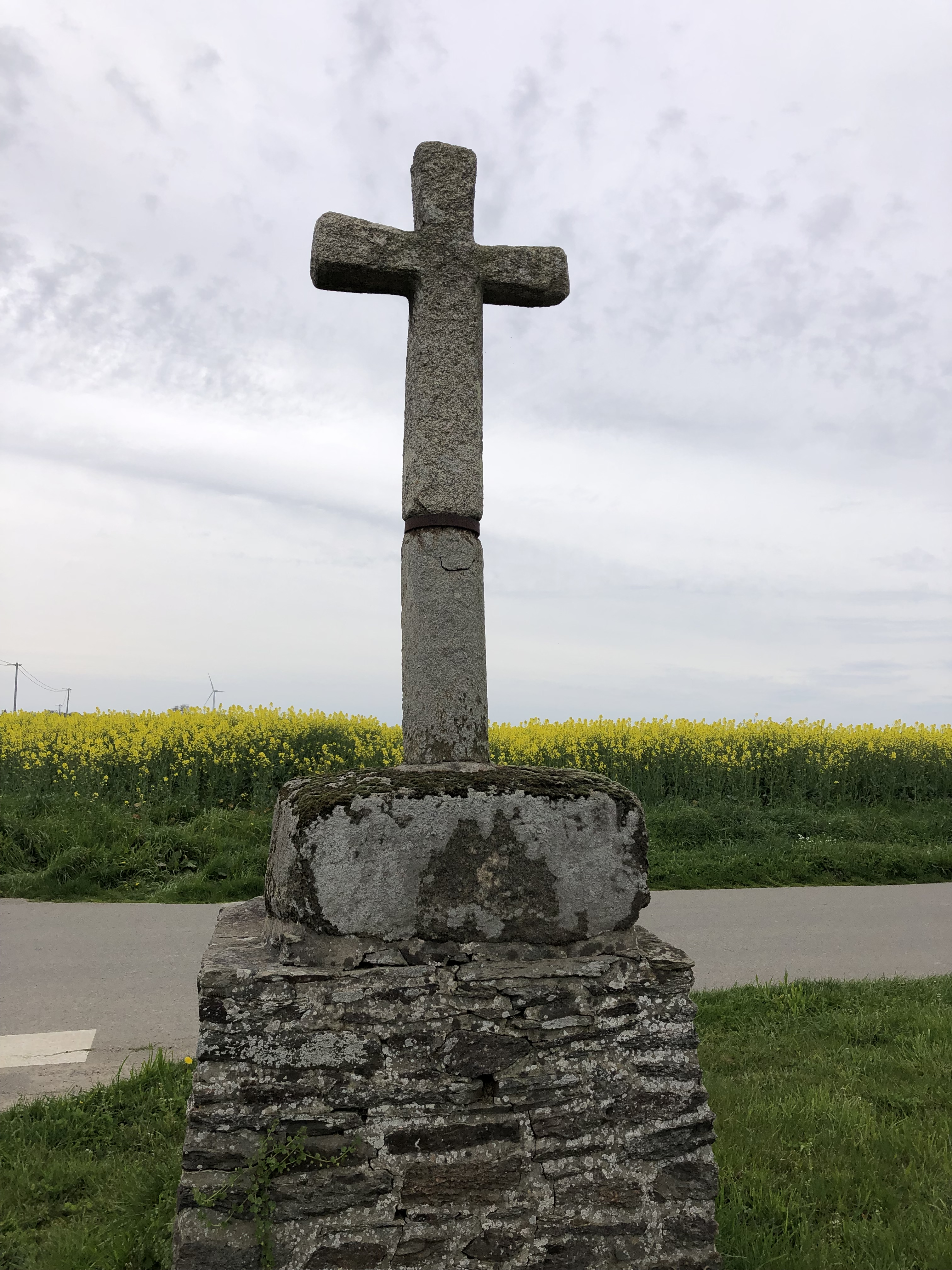
La Croix de Bantry : vue d'ensemble.

- Le Coudray, classé monument historique[48] ;

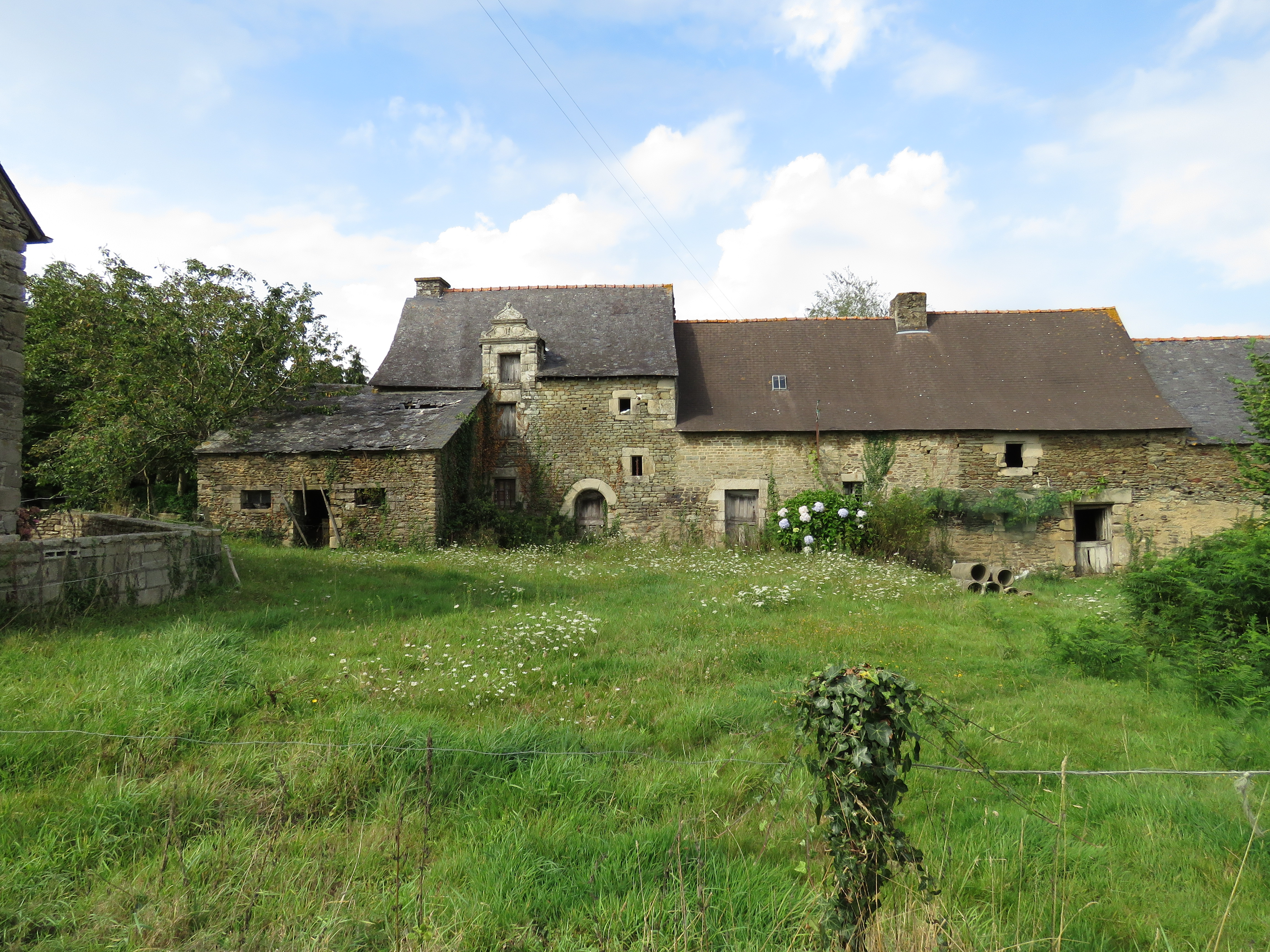
Le Coudray : vue d'ensemble.
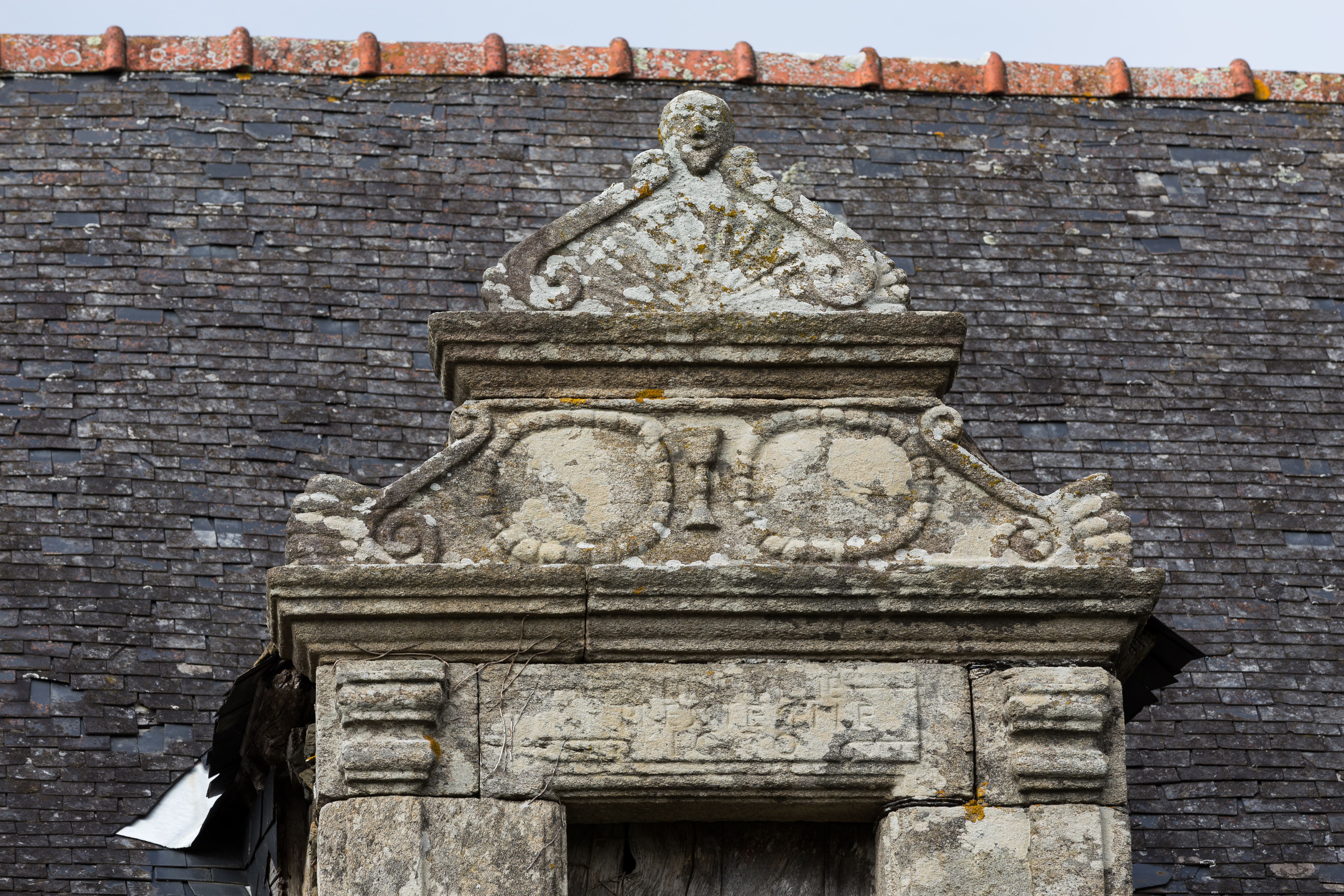
Le Coudray : détail d'une fenêtre (1630).
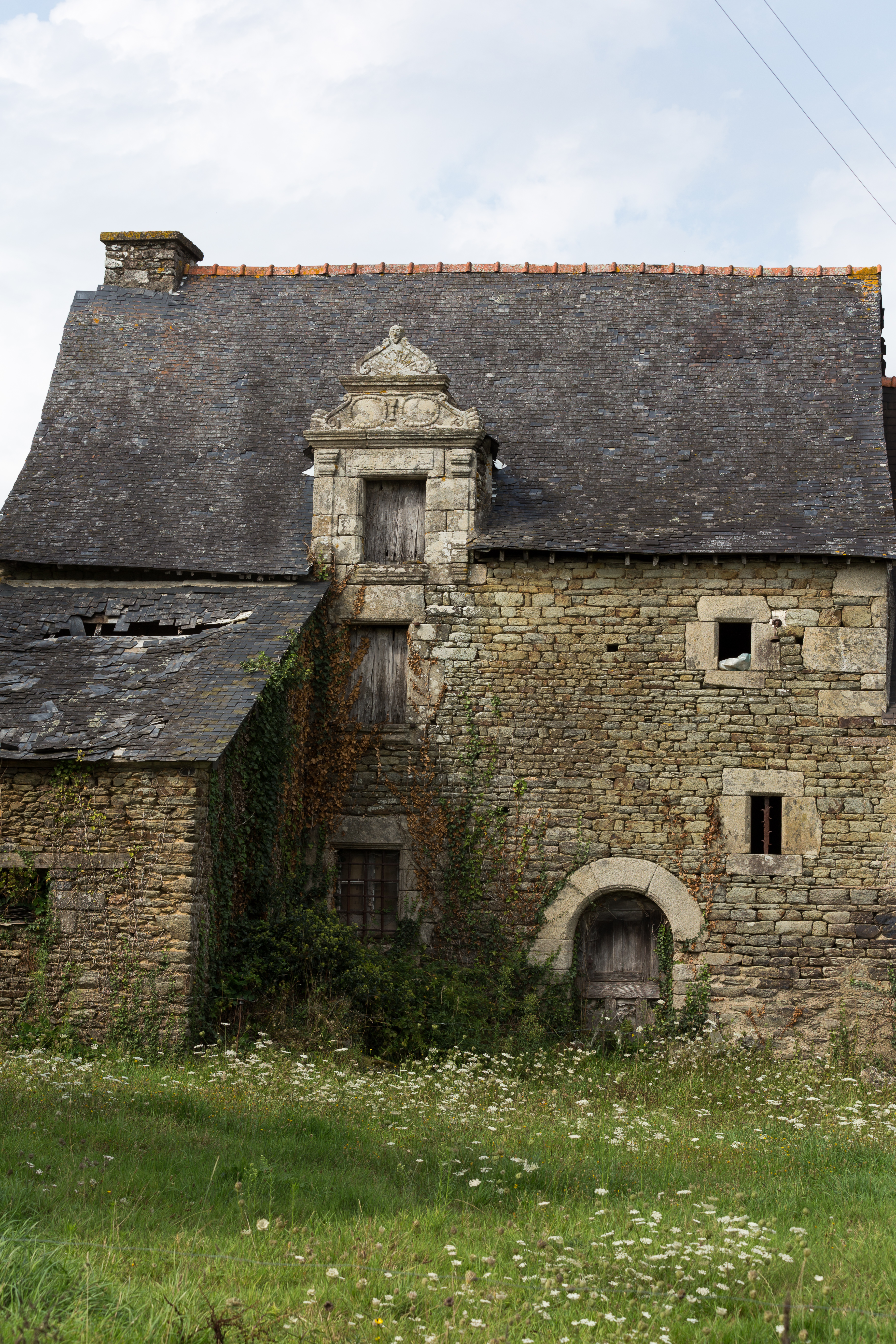
Le Coudray : ancienne maison de prêtre.

- Plusieurs autres maisons anciennes présentent un intérêt architectural[49].

## Jeu
- Le jeu de quilles de Pomeleuc est un jeu traditionnel breton inscrit à l'Inventaire du patrimoine culturel immatériel en France.

## Tradition
À Lanouée, en 1906, on prie saint Éloi, patron des maréchaux : pour qu'un cheval ne soit pas malade, on lui offre en hommage un fer tout neuf ; quand il y en a une certaine quantité, on les vend au profit des pauvres.

## Personnalités liées à la commune
- François Jollivet-Castelot (1874-1939) : alchimiste et théosophe, auteur de nombreux ouvrages sur l'alchimie ; ancêtres originaires de Lanouée (famille Jollivet/Texier).
- Franjo Beslic (1941-) : artiste contemporain, peintre et sculpteur de renommée internationale (originaire de Bosnie-Herzégovine, vit aujourd'hui à Lanouée).